# 北海道
43°N 142°E / 43°N 142°E
北海道（日语：／〔〕 Hokkaidō */?，發音ⓘ）是日本最北的一級行政區，亦是日本现时唯一以「道」為名的行政区划，首府為札幌市。北海道面積共83,423.84平方公里（包括有爭議的南千島群島在內），是日本面積最大的一級行政區。全道共轄有35市、129町、15村。2022年時，北海道的人口有518萬人，是日本人口排名第八多的一級行政區。
北海道亦可以指該行政區所在的島嶼，即北海道本島，其與本州、四国、九州並列為日本本土四大島，該島面積為77,983.92平方公里，是日本面積第二大島嶼，亦是世界面積第21大島嶼。除了北海道本島之外，北海道亦轄有渡島大島、利尻島、禮文島等離島。日本有領土主張但未實際控制的南千島群島在日方行政區劃下亦由北海道管轄。
由於北海道是在近代才進行開發，因此人口密度遠較日本其他地區為低。這使得北海道保有廣闊未經人工干擾的自然環境，以及豐富的四季變化等因素，吸引眾多遊客到訪。據品牌總和研究所的調查，自2009年開始，北海道已連續14年位居都道府縣魅力度排行榜首位。北海道亦擁有日本四分之一的農地，使其成為日本食糧提供的重要基地。

## 地名由來
北海道的原住民阿伊努族在過去曾將北海道、庫頁島、千島群島等阿伊努人居住的地區統稱為阿伊努茅希利（转写：Aynu-mosir），意為人類居住之處。而和人（日本古代居民）則稱阿伊努人為蝦夷，稱北海道為蝦夷地，並且還曾以渡島、越渡島等名稱代指北海道:4。在明治政府設立開拓使之後，政府考慮修改蝦夷地這一名稱，對此曾多次在北海道探險的松浦武四郎向政府提出了日高見道、北加伊道、海北道、海島道、東北道、千島道等六個方案，最後政府決定採用「北加伊道」這一名稱，並效仿律令制時代五畿七道中的東海道、南海道和西海道之地域劃分，將「加伊」（かい/カイ、kai）改為同音的「海」字，成為北海道這個名稱的由來。

## 象徵
北海道旗和北海道徽均制定於1967年5月1日，其設計是以開拓使時代的北辰旗為理念的七稜星圖案。北海道道鳥是棲息於釧路湿原等地的丹頂鶴，在1964年通過道民投票決定。道樹是北海道代表性針葉樹魚鱗雲杉，在1964年通過道民投票決定。道花是玫瑰，在1978年通過一般募集選出。

## 地理

北海道的地形圖

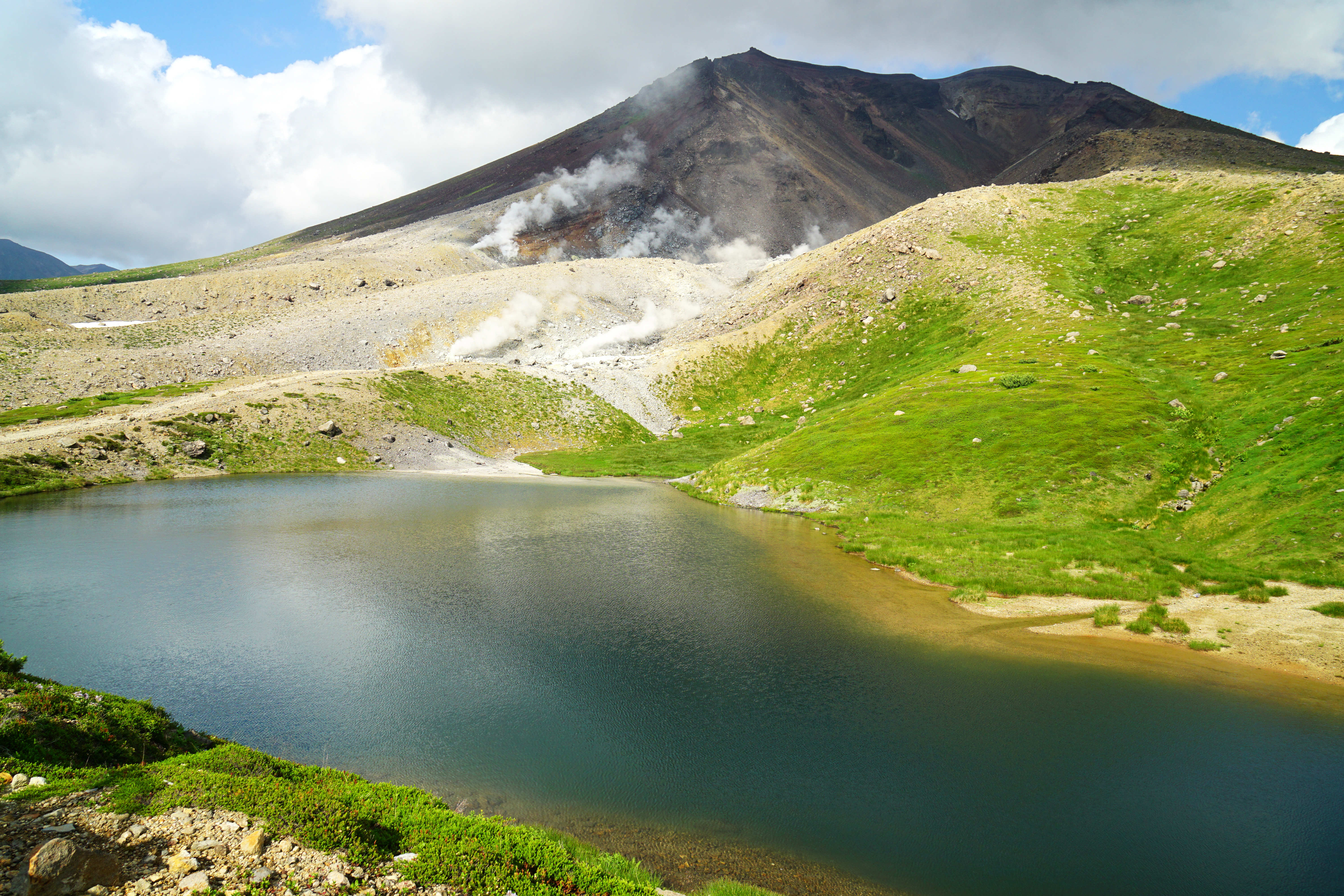
旭岳是北海道的最高峰

北海道位於日本的北部，南部隔津輕海峽和本州相望，北面則隔宗谷海峽和庫頁島（亦稱薩哈林島，日文稱樺太）相對，西面是日本海，東面則是鄂霍次克海、千島群島和太平洋。北海道本島面積77,983.92平方公里，是日本面積第二大島嶼，在世界全部島嶼中則位列愛爾蘭島之後，伊斯帕尼奧拉島之前，是世界面積第21大的島嶼。
在地圖上，北海道呈現菱形外形。位於北海道中部的石狩低地帶將北海道分為東西兩部分，西側是半島地區，東側則是主體地區:2。蝦夷山系自南方的日高山脈開始往北延伸，南北縱貫北海道的主體地區，在北海道中部分為往東延伸的石狩山地、北見山地，以及向西、向北延伸的夕張山地、天鹽山地。其中石狩山地是北海道地勢最高的地區，北海道最高峰大雪山的旭岳（標高2,219米）也位於這一山系。在這兩大山地之間是富良野盆地、上川盆地、名寄盆地等盆地。北海道東部地區的知床半島等地的山脈是千島弧的延長:34。在這一山地以南則是十勝平原、根釧台地等平原。主體地區和半島地區的分界線石狩低地帶北起石狩灣，南至太平洋，是北海道人口最集中的地區。而半島地區主要包括渡島半島和道南山地。渡島半島為東北日本弧內帶的延長，在地形和地質上與東北地方相似。渡島半島地形多山，並且其中有不少是火山。
北海道本島附近有多座離島，多分佈在日本海一側地區。北海道的主要離島包括了渡島小島、渡島大島、奧尻島、天賣島、燒尻島、利尻島、禮文島。
北海道共有13條一級水系河流。在北海道的所有河流中，長度最長、流域面積最大的是石狩川。石狩川的長度達268公里，是日本第三長河流，位列信濃川、利根川之後；流域面積為14,330平方公里，僅次於利根川，是日本流域面積第二大河流。石狩川在過去曾是一條極易氾濫的河流。在明治時期，為了解決水患問題，日本政府對石狩川進行截彎取直，使得石狩川的長度縮短了約100公里。除了石狩川之外，天鹽川、十勝川、釧路川等河流亦是北海道的一級水系中長度較長、流域面積較大的河流。
北海道亦是日本湖泊較多的地區，日本面積前20大湖泊中有9個位於北海道。北海道的湖泊大致可分為兩種類型。一是火山口湖，以阿寒湖、摩周湖、屈斜路湖、支笏湖、洞爺湖等湖泊為代表。另一類型是海跡湖，典型例子包括佐呂間湖、網走湖、能取湖、風蓮湖。

### 領土問題
日本和俄羅斯之間存在南千島群島主權問題。南千島群島（日本稱為北方四島）是指擇捉島、國後島、色丹島、齒舞群島四個島嶼。在二戰末期，蘇聯派軍隊佔領了這一地區。日本認為在1855年簽訂《日俄和親通好條約》時，條約規定兩國國境位於擇捉島和得撫島之間，因此得撫島以南的南千島群島是日本的固有領土。而俄羅斯則認為四島被俄國統治是二戰的結果，因此南千島群島理所應當是俄國的領土。南千島群島現在由俄羅斯實際統治，而日本自戰後開始就持續對俄羅斯要求歸還南千島群島。不過民間交流頻繁，日俄之間曾有舉辦無簽證交流等活動，試圖促進北海道人和南千島群島俄羅斯居民之間的交流。

### 氣候

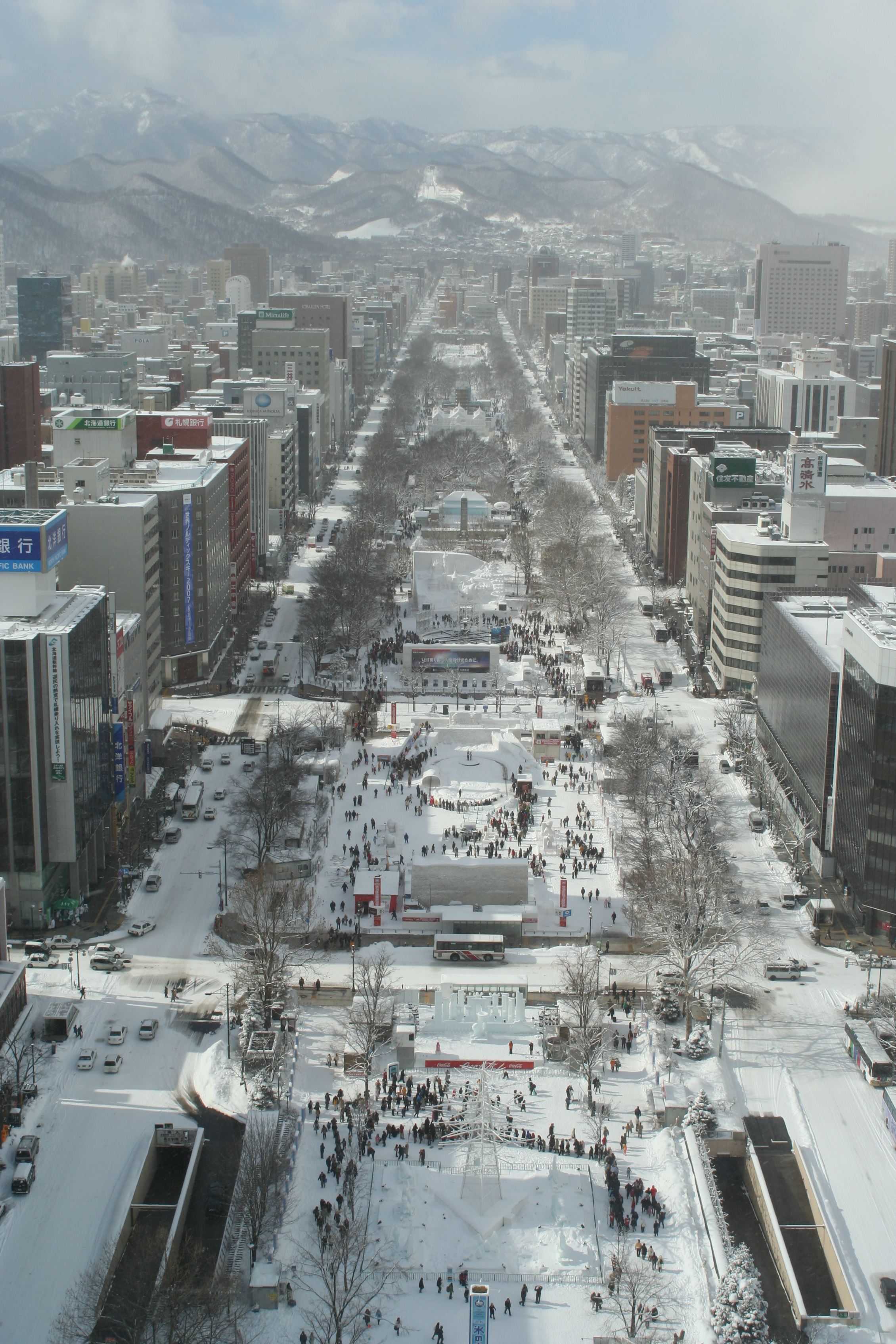
冬季的北海道是名符其實的雪國，當地人亦利用冰雪舉辦觀光活動。圖為札幌雪祭

北海道除了道南的部分沿海地區屬西岸海洋性氣候和溫帶濕潤氣候之外，幾乎所有地區都屬於温带大陆性湿润气候，少数高海拔地区符合亚寒带标准。北海道的年平均氣溫在5至10度之間，年均降水量在800至1,800毫米之間，和日本其他地區相比，北海道的氣候較為涼爽乾燥。北海道全年氣候溫差頗大，雖然夏季的北海道氣候頗為涼爽，但冬季時大部分地區的平均氣溫可達到零下8度以下，其中又尤以道北、道東地區更為寒冷。特別是內陸的盆地地區全年溫度變化劇烈，旭川市曾在1902年錄得零下41度的記錄，是日本的寒極。但這一地區也是北海道夏季較為炎熱的地區。此外北海道全境均被日本政府定為豪雪地帶，部分地區更被指定為特別豪雪地帶。
洋流給北海道的氣候帶來很大影響，對馬暖流、親潮（千島海流）等洋流途徑北海道海域。按照氣候特徵，北海道可以分為鄂霍次克海沿岸、日本海沿岸、太平洋沿岸東部和太平洋沿岸西部四個氣候區。日本海沿岸地區比其他三個地區氣溫略高，在夏季降水較少，冬季則受來自大陸的季風影響而降雪較多。太平洋沿岸西部地區包括了自渡島半島南部至日高的太平洋沿岸地區，夏季較為溫暖且降水較多，冬季則相對溫暖且降雪較少。太平洋沿岸東部地區包括了十勝至根室的太平洋沿岸地區，夏季涼爽且降水較少。冬季雖頗為寒冷但降雪亦少。這一地區還以多霧而聞名，釧路市有「日本霧都」之稱。鄂霍次克海沿岸地區則全年降水相對較少。在冬季時鄂霍次克海海域會有流冰接近海岸，使得北海道成為世界上緯度最南的能見到流冰的地區。此外鄂霍次克海沿岸地區在夏季易發生焚風現象，因此這一地區在夏季時有出現溫度反而比北海道南部更高的情況。
2018年8月17日，因北海道上空有冷空氣進入，大雪山系黑岳落下初雪，比平均值提早了約一個月，創下自1974年（昭和49年）以來最早降雪的紀錄。但在同年冬季，稚內市、旭川市等地的初雪記錄均比往年平均值大幅延遲。

## 歷史

### 古代歷史

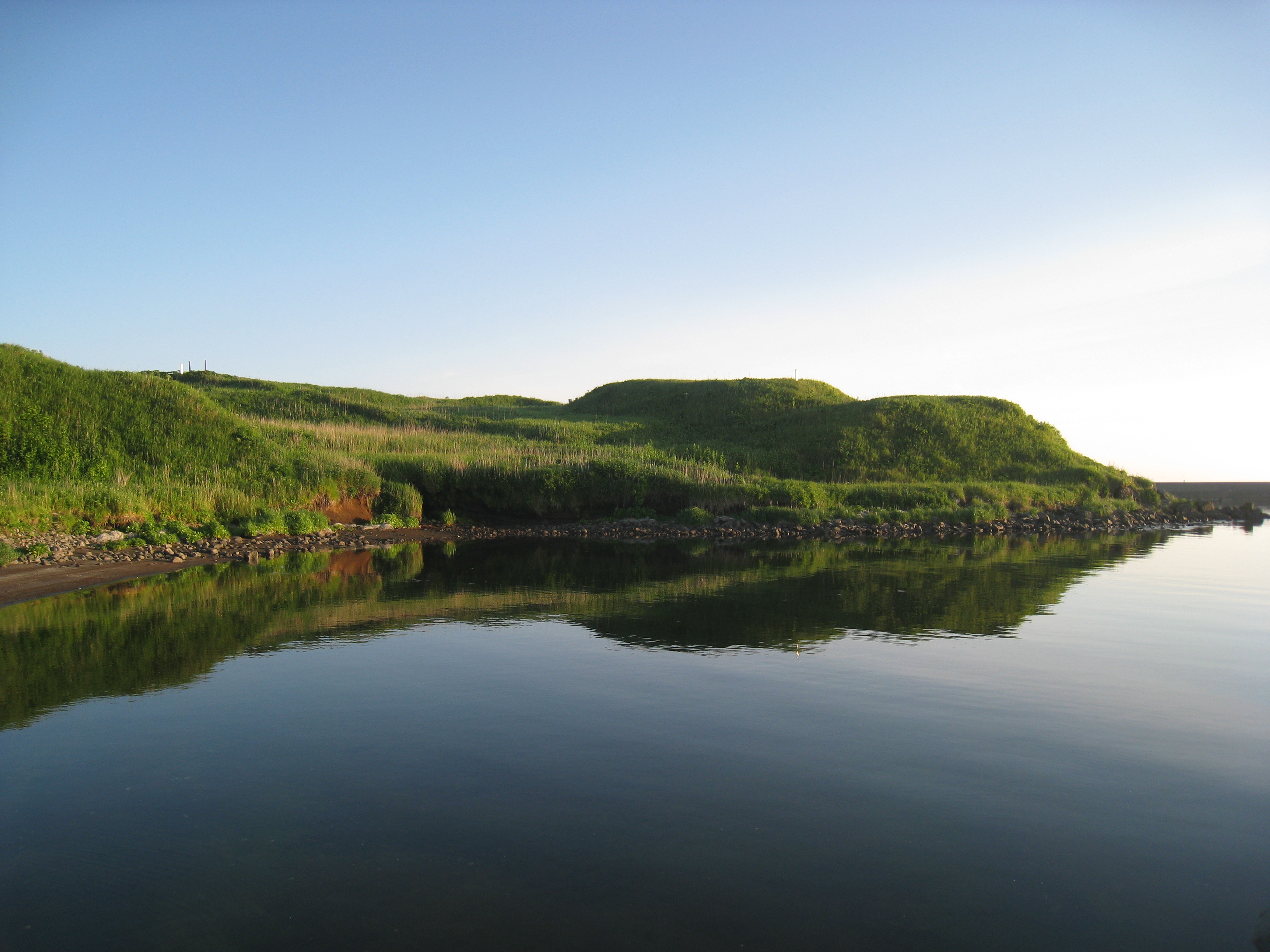
根室半島的愛努式砦

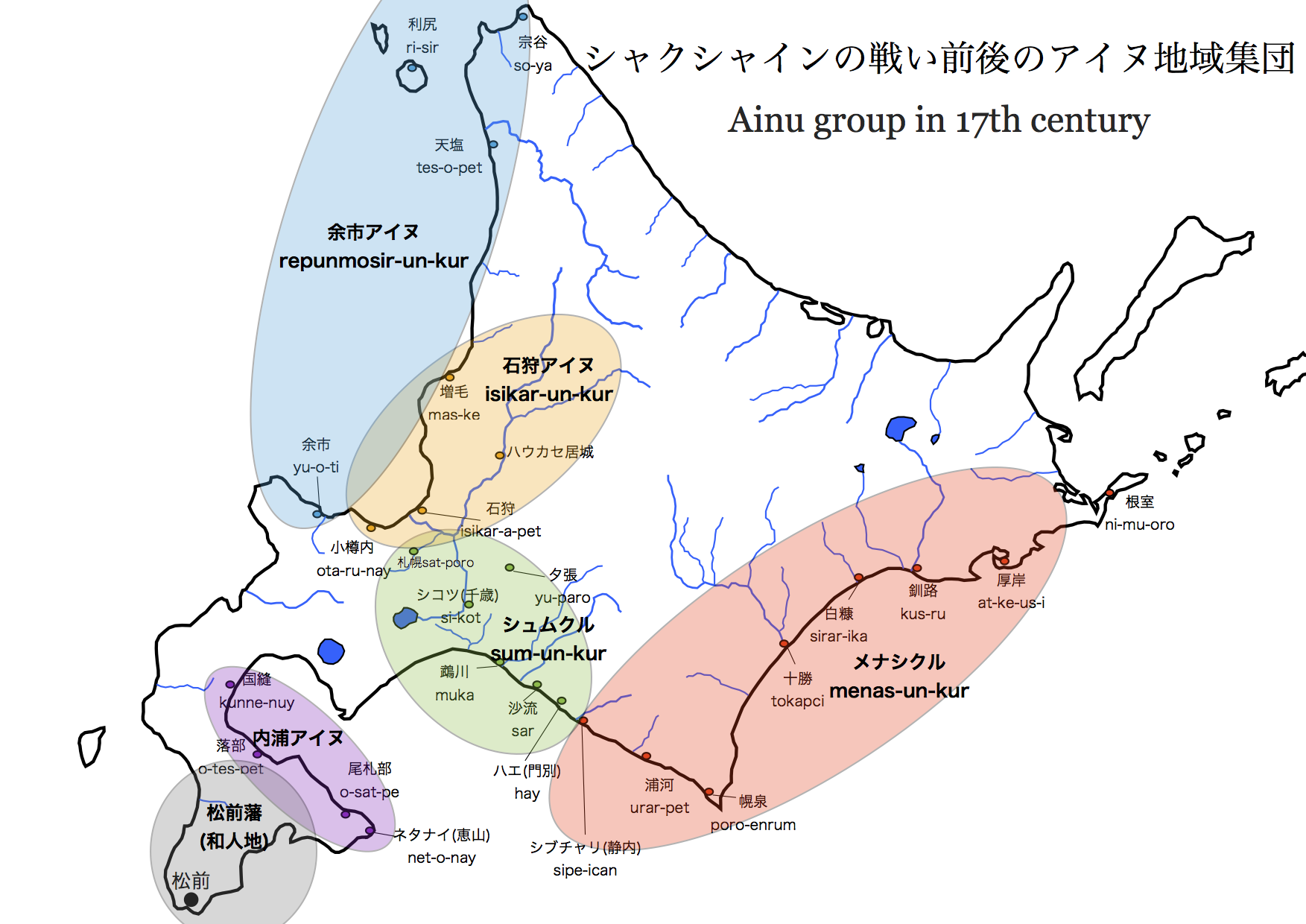
沙牟奢允之戰（1669-1672）前后阿伊努部族的分布

現在的考古證據證明北海道自舊石器時代開始，就有人類活動。北海道內現在發現的最早的考古遺跡，是位於千歳市祝梅的三角山遺跡。這一遺跡發現的石器製造距今兩萬年之前:10-13。在北海道亦發現了繩文時代的土器。但和本州以南地區不同的是，彌生文化並未傳播至北海道，取而代之的是续绳文文化:23。續繩文文化在北海道一直持續到7世紀。在續繩文文化時代之後，北海道進入擦文文化時期，這一時代一直持續到14世紀。擦文文化是北海道地區特有的文化，亦是北海道最後的陶器文化時期。在擦文文化興盛的同時，北海道的鄂霍次克海沿岸地區則進入鄂霍次克文化時期，但隨著阿伊努人勢力的逐漸擴大，鄂霍次克文化最終被擦文文化同化。
14世紀後，北海道進入阿伊努文化時期:20。阿伊努人主要以狩獵和漁業為生，風俗習慣和和人大相徑庭。現在北海道多地仍有阿伊努式砦的遺跡。與此同時，自室町時代開始，和人亦到達渡島半島的南端，並且開始在北海道定居。和人和阿伊努人之間雖頻繁展開貿易，但兩者之間的衝突也不少。隨著和人移居者的逐漸增加使得和人地的面積擴大，和人和阿伊努人之間的對立亦日益激化。1457年時，阿伊努人就和和人之間爆發坷相曼夷之戰。1669年，又爆發沙牟奢允之戰，阿伊努人在這場戰爭中戰敗，從此在與和人關係中完全淪為從屬地位。但阿伊努人的反抗並未停止，1789年，又爆發國後目梨之戰。這場戰爭之後，阿伊努人口開始大幅減少，並且阿伊努人逐漸由和人的貿易對象轉變為被和人僱傭的人群，完全被融入和人的經濟體系之中，傳統的阿伊努社會開始解體。
在江戶時代後期，隨著俄羅斯的領土擴張至遠東地區，北海道近海海域亦開始時有俄羅斯船舶出現。俄國曾多次對日本要求通商，但被日本拒絕。為了加強對俄羅斯的防衛，幕府派出最上德內、近藤重藏、間宮林藏、伊能忠敬等人探險北海道、庫頁島和千島群島地區，和人對北海道的地理狀況亦有了更多了解。1799年，幕府將東蝦夷地改為幕府直轄地。1807年又將西蝦夷地改為幕府直轄地。不過在俄羅斯的威脅減輕之後，1821年，全蝦夷地又重新成為松前藩領地。

### 開拓期至二戰時期

五稜郭

1868年，明治新政府曾先後設立箱館裁判所、箱館府，由此將北海道地區納入新政府的統治之內。但在同年12月，舊幕府軍佔領五稜郭進而統治北海道地區，其首領榎本武揚宣布成立蝦夷共和國政權，並和新政府軍之間爆發箱館戰爭。1869年6月，在舊幕府軍投降之後，新政府正式納入北海道全境，並使其成為五畿七道之後第八個以「道」作為統稱的地區，轄下設11國86郡。
1869年，新政府設立開拓使治理北海道，由此北海道開始進入大規模開發時代。新政府鼓勵失去工作的武士和士族移民北海道，並且為了加強國防，還設置了屯田兵制度。除了政府動員的移民之外，亦有自發性的大規模移民，其代表例為帶廣的晩成社。
1882年，開拓使被廢止，政府改設函館縣、札幌縣、根室縣等三縣以及農商務省北海道事業管理局來管理北海道:28-30。但由於北海道人口分佈不均，使三縣一局的體制效率不彰。1886年，政府決定廢除三縣一局，改設由內務省直轄的北海道廳:31-33。日本政府在這一時期聘請眾多外籍顧問來到北海道，代表人物為札幌農學校教頭威廉·史密斯·克拉克:38。外國技師為北海道帶來了先進的技術和思想，並培育出眾多人才，在北海道的現代化過程中做出了重大貢獻:36-39。
隨著開拓事業的進展，越來越多日本人移民北海道，其中又以和北海道氣候較為接近的東北地方和北陸地方最多，此外四國人也在北海道移民中有較高比重:105-114。自1869年至1936年的這段期間，共有約300萬人移居北海道。北海道的遼闊土地和煤炭資源使得農業和能源產業成為北海道戰前的重點開發產業:25。然而殘酷的勞動環境和沉重的工作量使得北海道成為工人運動頻發的地區:188-194。大正時期，受到大正民主浪潮的影響，北海道文化運動興盛，教育也日趨普及。北海道帝國大學就是成立在大正時期。並且這一時期有多份地方報紙創刊:196-202。在進入昭和時代之後，北海道接連受到金融恐慌和農業恐慌的波及。
隨著日本逐步偏重參與二戰，日本開始在北海道發展軍需產業，並對言論自由和教育文化領域嚴格管控:239-247。雖然北海道是日本國內在二戰中受空襲較少的地區，但北海道仍在1945年7月遭到了美軍的空襲，室蘭、函館、根室、釧路等都市在空襲中受災嚴重:252。

### 戰後至今

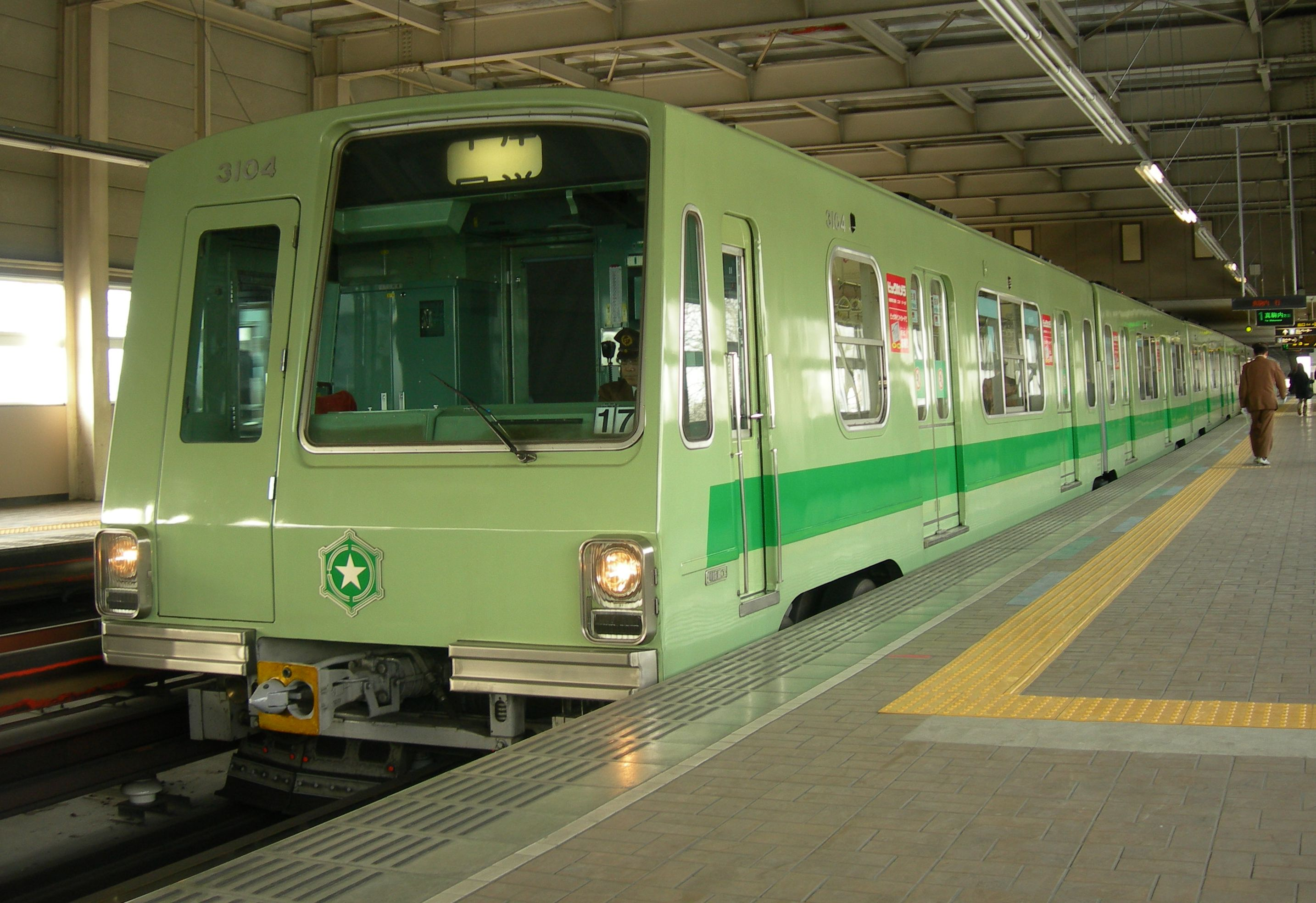
1972年札幌冬奧會使得北海道的基礎設施有了大幅改善，圖為因奧運而修建的札幌市營地下鐵

在二戰末期和結束之初，北海道一度陷入空前混亂狀態。蘇聯軍隊在1945年8月佔領了庫頁島南部和千島群島地區，造成大量難民湧入北海道，亦遺留下南千島群島的領土問題。史達林曾提出讓蘇聯以留萌—釧路為界佔領北海道北部的計畫，但被美國總統杜魯門拒絕:308。同年10月4日，美軍的先遣部隊登陸函館，並迅速分駐北海道各地，北海道進入被同盟國軍隊佔領時期。駐北海道的美軍數量最多時曾有24,000至25,000人:27。直到1954年，美軍才全面撤出北海道。
另一方面，北海道成為因戰敗而從海外回到日本的日本人最大的移民目的地之一。在1945年和1946年，有24萬原本居住在外國的日本人移民北海道:28，這也為日後北海道的經濟發展提供了大量人手。在戰前，北海道並不適用於府縣制，地方自治體系和日本本土其他地區並不相同。直到1947年新憲法及地方自治法公佈之後，北海道於該年5月3日起正式以「道」作為其行政區名稱，成為和日本其他都府縣完全相等的自治體:27，並成立民選的道廳（道政府）與道議會。1948年，日本政府制定了北海道綜合開發計劃，象徵北海道進入戰後新的開發時期:324-330。
在1960年代之前，由於出產煤炭，北海道亦曾是日本的能源基地。但在1960年代之後，隨著石油成為主要能源，北海道的礦業陷入衰退。取而代之的是，公共建設和服務業成為北海道經濟的支柱:332-334。然而這也導致北海道經濟出現依賴公共投資的問題。
1972年，札幌舉辦了冬奧會。這場賽事大幅提高了北海道的國際知名度，亦使得北海道的基礎設施建設有了飛躍性的進步。然而依賴公共投資的經濟模式卻使得北海道的經濟發展在1980年代之後逐漸放緩。1970年代時，北海道的經濟成長率和日本全國的平均水準相當。但在進入1980年代之後，北海道的經濟成長率和日本全國的平均水準的差距日益增大:29。1997年，北海道最大的銀行北海道拓殖銀行破產，給北海道經濟帶來嚴重打擊。現在旅遊業、商業、資訊產業等新產業成為北海道發展較快的行業，但北海道仍面臨人口減少和轉變產業結構等諸多議題。

## 人口
| 增加 7.5 - 10.0 % 5.0 - 7.5 % 2.5 - 5.0 % 0.0 - 2.5 % | 減少 0.0 - 2.5 % 2.5 - 5.0 % 5.0 - 7.5 % 7.5 - 10.0 % 10.0 % 以上 |

北海道市町村人口增減率分布圖（比較2015年及2020年人口普查數字）
增加
7.5 - 10.0 %
5.0 - 7.5 %
2.5 - 5.0 %
0.0 - 2.5 %
減少
0.0 - 2.5 %
2.5 - 5.0 %
5.0 - 7.5 %
7.5 - 10.0 %
10.0 % 以上

北海道是日本人口密度最低的地區，截止2014年，每平方公里只有人口約66人。1884年時，北海道的人口僅有227,900人，是日本人口最少的行政區。之後隨著移民的大量流入，北海道人口急速增加。1908年時，北海道有人口1,322,400人，升至日本第10位。1920年時，北海道有人口2,359,183人，排名日本第三。戰前的北海道和關東地方、近畿地方並列為日本三大人口流入地區，並且人口流入率達47.1%，遠超關東地方的12.9%和近畿地方的14.3%:24。戰前移民北海道的人口中以東北地方出身者最多，其次是北陸地方，兩者都是地理位置和風土氣候較為接近北海道的地區:51。在二戰剛結束時，由於大量人口自外國湧入，北海道人口在短時間內劇增。1945年時，北海道有人口3,518,389人，曾短暫位居日本首位。但在戰後，北海道的人口增長速度遠低於日本平均值。1959年時，北海道人口曾佔日本全國總人口的5.40%，但在2000年時，這一數字已降至4.48%:51。北海道人口數在1997年達到569.9萬人的峰值後持續減少。2014年時，北海道共有人口約544萬人。預計在2040年時，北海道的人口可能只有419萬人。造成北海道人口減少的主要原因是由於北海道的生育率低於日本平均水準。北海道的總和生育率自1967年開始就低於日本平均值。2013年，北海道的總和生育率僅有1.28（日本平均值為1.43），僅高於東京都和京都府，位列日本倒數第三位。北海道也是日本生育年齡人口比例較低，老齡人口比例較高的地區。此外自1960年代開始，北海道由人口流入地變為人口流出地亦是導致北海道人口增長減緩的重要原因。
就人口分佈來看，北海道的人口高度集中於中部的石狩平原地區。札幌市人口超過190萬，集中了北海道三分之一以上的人口。實際上在1940年之前，函館市和小樽市的人口都曾超過札幌市人口。但戰後以來，北海道人口往札幌集中的趨勢日益明顯，札幌所在的道央地區亦成為北海道人口最多的地區。與之相對的是煤礦相繼關閉的空知綜合振興局則成為北海道人口減少幅度最大的地區。從人口密度來看，除了石狩平原之外，旭川盆地和道南的沿海地區亦是北海道人口密度較高的地區。而面積廣大的道北、道東地區則人口密度較低，日高、留萌、宗谷、檜山、根室五個振興局一直都是北海道人口最少的地區。城市人口比例較高也是北海道人口分佈的一大特徵。北海道人口前十位的都市（札幌市、旭川市、函館市、釧路市、苫小牧市、帶廣市、小樽市、北見市、江別市、室蘭市）的合計人口佔北海道總人口的近三分之二。在人口遷移方面，北海道現在每年向道外人口流出近萬人，但道內的人口遷移數超過20萬人，道內移動率遠超道外移動率。除了札幌市所在的石狩振興局之外，北海道所有綜合振興局和振興局都呈現人口流出狀況，顯示出北海道人口往札幌集中的趨勢。
在少數族裔方面，北海道是日本唯一的愛努人聚居地。愛努人是北海道的原住民，但在江戶時代中後期之後，愛努人人口數大幅減少且受到和人同化，民族特徵嚴重被淡化。1873年時，北海道有人口111,196人，其中愛努人有16,272人，愛努人當時北海道總人口的14.63%:211。但現在北海道的愛努人人口僅有23,782人。就愛努人人口分佈來看，以日高支廳的愛努人人口數量最多，為7,530人，佔日高支廳總人口的9.2%；其次是膽振支廳，有愛努人人口6,622人。這兩個支廳的愛努人人口佔北海道愛努總人口的59.5%。除了這兩個支廳之外，石狩支廳和釧路支廳也是北海道愛努人口較多的地區。除了阿伊努人之外，北海道還有少数被蘇聯從樺太廳驅逐來的鄂羅克人和尼夫赫人生活。此外在2018年時，北海道還居住有31,726名在日外國人。外國人的人口中，以在日中國人最多，其次則是在日韓國·朝鮮人。此外北海道還有一定數量的在日菲律賓人和在日美國人居住。

## 行政區劃
由於面積遼闊，北海道的行政區劃系統和日本其他一級行政區略有不同。根據日本地方自治法155條第1項，北海道在道和市町村級行政區之間設有支廳，以提高行政效率。2008年6月，北海道議會通過法律，將北海道的14個支廳改為9個綜合振興局和5個振興局。原定將綜合振興局作為振興局的上級機關，但引發被降格為振興局的地區表示反彈。2009年3月，北海道議會修改法律，規定綜合振興局和振興局為相同等級的行政單位，然而綜合振興局可依相關條例的規定代管與其相鄰之振興局的轄下廣域。在支廳改為綜合振興局和振興局之後，除了網走支廳改名為鄂霍次克綜合振興局之外，其他支廳並未更名。另外幌延町由留萌支廳改劃入宗谷綜合振興局，幌加內町由空知支廳改劃入上川綜合振興局。現在北海道管轄有9個綜合振興局和5個振興局，以及74個郡、35個市、129個町和15個村。
雖然並非正式的行政區劃，在地理上一般多將北海道分為道南、道央、道北、道東四個地區。道南包括渡島綜合振興局和檜山振興局；道央包括石狩、日高兩個振興局和空知、胆振、後志三個綜合振興局；道北包括留萌振興局和上川、宗谷綜合振興局；道東包括根室振興局和鄂霍次克、十勝、釧路綜合振興局。此外，有時會將日高振興局和膽振綜合振興局劃入道南而非道央；道東因面積龐大而有時會被再細分為鄂霍次克（鄂霍次克綜合振興局）、十勝（十勝綜合振興局）、釧根（釧路綜合振興局和根室振興局）三個地區。下為各綜合振興局及振興局位置與資料：
注：根室振興局所管轄的部分区域位於南千島群島，日本未實際管轄。根室振興局括號內的面積是包括南千島群島（5003.05平方千米）時的面積。

## 政治

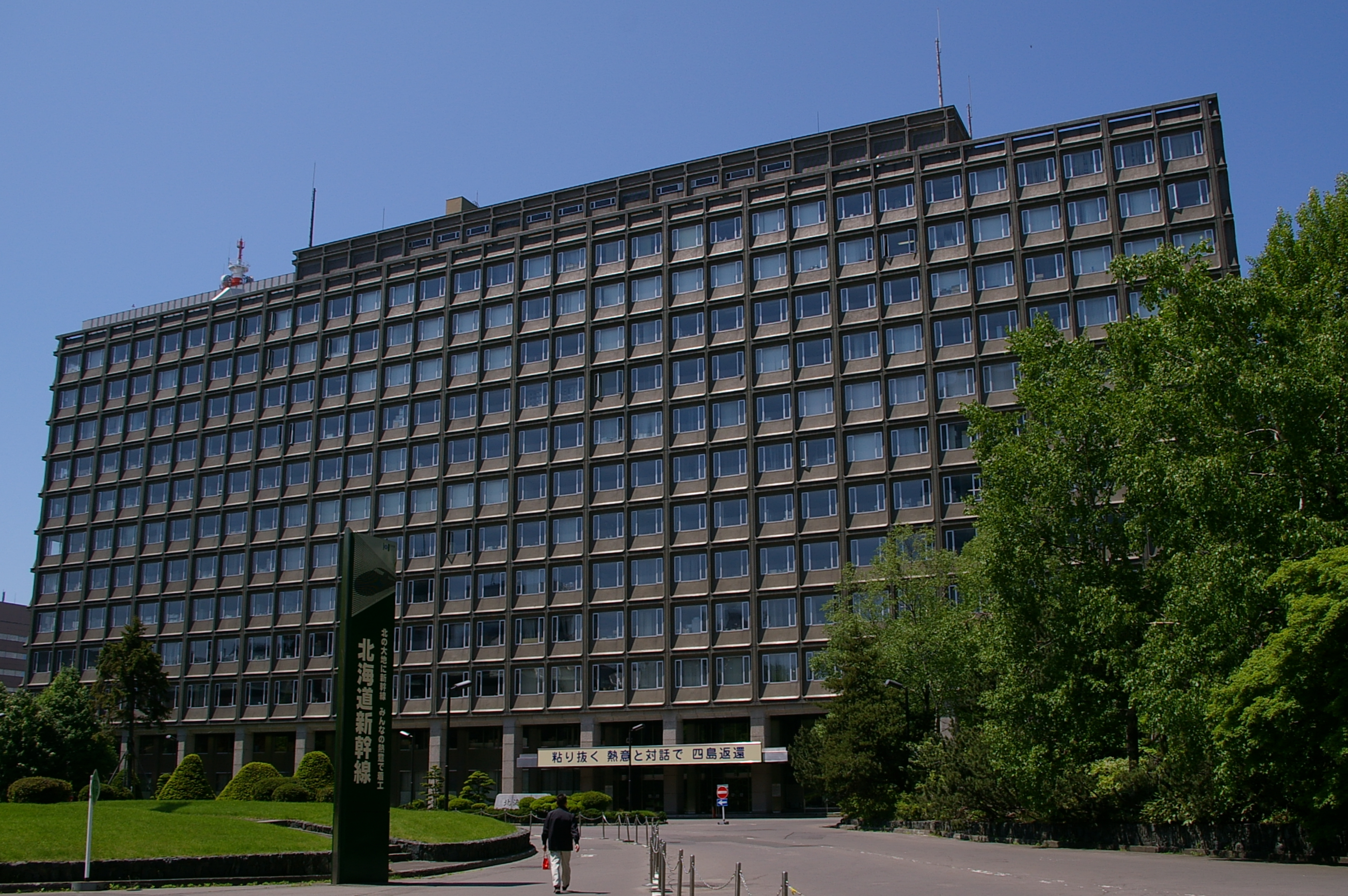
北海道廳舍

日本眾議院實施中選區制時，北海道曾劃分為5個中選舉區，擁有23個議席。日本改實施比例代表並立制和小選區制之後，北海道現在擁有12個小選區。同時北海道還擁有8席比例代表議員席次。
北海道曾有「民主黨王國」之稱，改為小選區制之後，民主黨長期以來在北海道佔有優勢。就選區選舉來看，北海道第1區、北海道第8區、北海道第9區和北海道第10區在2012年之前歷任當選議員都是民主黨人。在北海道第2區和北海道第6區，民主黨候選人的當選次數也超過自民黨。在北海道第3區和北海道第3區，民主黨和自民黨候選人的當選次數平分秋色。北海道第7區則是自民黨略佔優勢。而在北海道第5區、北海道第11區、北海道第12區，民主黨的候選人只當選過一次，自民黨擁有壓倒性優勢。在2009年眾議院選舉時，除了北海道7區之外，所有選區都是民主黨候選人當選。然而2012年的眾議院選舉時，民主黨在北海道遭遇全軍覆沒。2014年眾議院選舉時，民主黨也只在三個選區取得議席，而自民黨則在八個候選區取勝。2017年眾議院選舉時，自民黨在北海道贏得6個選舉區議席，民主黨繼承政黨之一的立憲民主黨贏得5個小選舉區的議席，公明黨贏得1個選舉區議席。2021年眾議院選舉亦維持了這一數字。而在比例代表方面，自2000年眾議院總選舉開始至2009年眾議院總選舉為止，民主黨在北海道獲得的比例代表議席和得票數一直超過自民黨。但在2012年的眾議院總選舉時，自民黨在北海道獲得的比例代表議席和票數首次超過了民主黨。2017年和2021年眾議院選舉時，自民黨也維持了北海道內比例代表第一大黨的地位。
在參議院選舉方面，北海道選舉區擁有四個議席，是日本的參議院選舉區中面積最大的二人區。北海道選舉區在過去就是日本社會黨得票較多的選舉區。1990年代中期之後，民主黨繼承了社會黨的大部分票源，在參議院選舉中亦佔有優勢。自1998年第18屆日本參議院議員通常選舉以來，北海道選舉區的歷次選舉都是由民主黨和自民黨共同瓜分兩席議席。值得一提的是，除了自民黨和民主黨等全國性政黨之外，北海道擁有只在北海道進行政治活動的地區性政黨新黨大地。
在地方自治方面，戰後北海道呈現保守和革新勢力交替執政的局面。1947年4月北海道首次知事選舉時，革新系的田中敏文當選:309，並且連任兩次，一直任職到1959年。同時帶廣、釧路、旭川、北見等北海道內的多個較大都市也是由革新派人士執政。然而在第四次知事選舉時，保守系的町村金五當選。町村之後繼任知事的堂垣內尚弘也是保守派人士:338-340。但在同時，革新勢力仍然在多個都市擁有執政地位。1973年時，北海道的33個市中有14個市由革新系市長執政:28。1983年，横路孝弘當選北海道知事，使得北海道再次由革新派人士執政。横路孝弘的繼任者堀達也在政治路線上也傾向革新派。2003年，得到自民黨支持的高橋春美在北海道知事選舉中當選，並擔任此職至2019年。2019年，前夕張市長鈴木直道當選北海道知事。他在2023年成功連任。
北海道議會現在共有100個議席。自民黨是北海道議會最大黨派，擁有49席議員；其次是立憲民主黨，擁有23席議員。此外公明黨和日本共產黨等政黨也在北海道議會有議員。北海道的財政狀況極為嚴峻。2013年度，北海道的實質公債費比率達21.7%，位居日本首位。

## 經濟
2014年，北海道的道內生產總值約為184,846億日元。2011年，北海道人均道民收入為247萬5千日元，排名日本第36位，低於日本平均水準。自1980年代開始，北海道的經濟增長率就長期低於日本平均水準:83。1996年時，北海道的道內生產總值曾達到20.9兆日元。但在次年爆發北海道開殖銀行破產事件之後，北海道經濟陷入長期蕭條。和日本其他地區相比，製造業佔北海道經濟的比重較低，而服務業則在北海道經濟中有重要地位。

### 農業

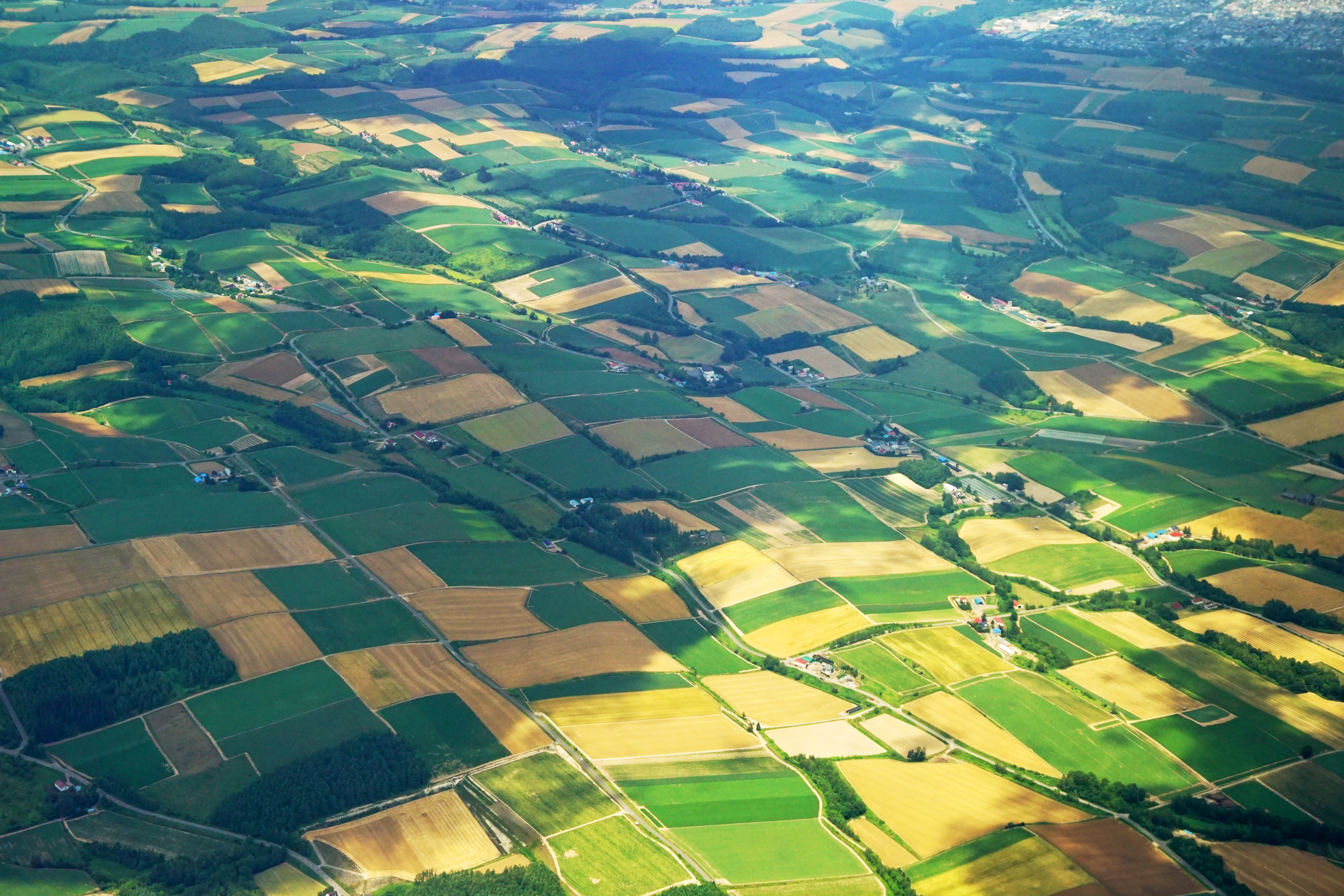
美瑛地區的農田

北海道是日本的糧食基地，擁有日本全國四分之一的農地。2010年時，北海道的糧食自給率達到173%（按熱量單位計算），位居日本第一。北海道的農業生產金額在2012年達10,536億日元，同樣高居日本首位。北海道是日本眾多農產品的最大產地，包括小麥、大豆、馬鈴薯、甜菜、蕎麥、洋蔥、南瓜、玉米、牛奶、牛肉、輕種馬等。由於北海道面積遼闊，各地自然條件差異很大，因此不同地區的主要農產品也大不相同。道南地區和後志綜合振興局以畜產品、蔬菜、果樹等集約型農業較為發達。中部的石狩振興局、空知綜合振興局內的平原地區和上川綜合振興局內的盆地地區是日本重要的稻米種植區，這一地區生產的主要稻米品種包括了「星之夢」、「七星」等。此外這一地區也生產不少蕎麥、蜜瓜、洋蔥、甜菜等作物。鄂霍次克綜合振興局和十勝綜合振興局則是日本最大的旱田地帶，主要生產小麥、玉米、馬鈴薯、豆類等作物。而宗谷綜合振興局、釧路綜合振興局和根室振興局雖然因氣候過於冷涼而不適耕種，但卻是日本最大的大規模乳業地區，成群的奶牛是這一地區最常見的風景。日高振興局則以生產輕種馬而聞名:91。
北海道地處寒暖流交界處，是絕佳的漁場。北海道的漁業開始於江戶時期的鯡魚捕撈業:129，現在水產業也在北海道的農業中佔據重要地位。北海道的海面漁業養殖量及生產量、漁業經營體數、漁業從業者數和漁船數都是日本第一。按照主要水產品種類的不同，北海道的漁業可分為日本海地區、鄂霍次克海地區、太平洋東部地區和太平洋西部地區四大地區。北海道主要的水產品有大馬哈魚、黃線狹鱈、秋刀魚、烏賊、帆立貝等。北海道森林覆蓋率達71%，高於日本平均水準，是日本林業較為發達的地區。

### 工業
北海道的製造業則開始於明治時期的官營工廠。由於北海道擁有豐富的林業資源，造紙是北海道發展較早的工業。此外鋼鐵、化工、機械等產業也在戰前就開始發展:110。進入戰後，北海道的工業發展仍然很大程度上受到政策左右。在1950年代至1970年代，大規模重化學工業成為北海道工業發展的龍頭。而在1980年代之後，汽車零部件和電子產業則開始抬頭:111。2014年，北海道工業從業人口超過16萬人，工業品生產額有66,728億日元。北海道工業的特徵之一是食品、飲料等地方資源型工業的比重較大，而機械製造等加工組裝型工業的比重較低。現在北海道的工業部門中，以食品、木材、造紙、鋼鐵、重化學等產業較為重要。其中食品產業產值佔北海道工業總產值的三成，是北海道工業體系中規模最大的產業。就北海道的工業地理來看，道央地區是北海道最重要的工業區。道央地區的工業產值佔北海道總量的近三分之二。而室蘭市是北海道工業產值最多的城市，之後依次是苫小牧市、札幌市、釧路市和千歳市。為促進北海道製造業發展，北海道政府曾先後推出以汽車、機械、化工等產業為主的苫小牧東部開發計劃、以信息技術產業為主的札幌創業創出特區等產業特區政策，期待能促進北海道產業的自立。
北海道的礦業曾頗為發達，其中又以煤礦最為重要。北海道內有石狩煤田、釧路煤田等多處煤田，煤礦挖掘亦興盛一時。但由於石油成為主要能源，加上日本國內煤礦開採成本高昂導致1960年代之後煤礦礦山相繼關閉。現在北海道僅釧路有一處煤礦仍在開採。由於北海道經濟曾長期依賴公共工程，使得建設業在北海道經濟中亦有一定地位，其在北海道經濟中的比重大幅高於日本平均水準。

### 服務業

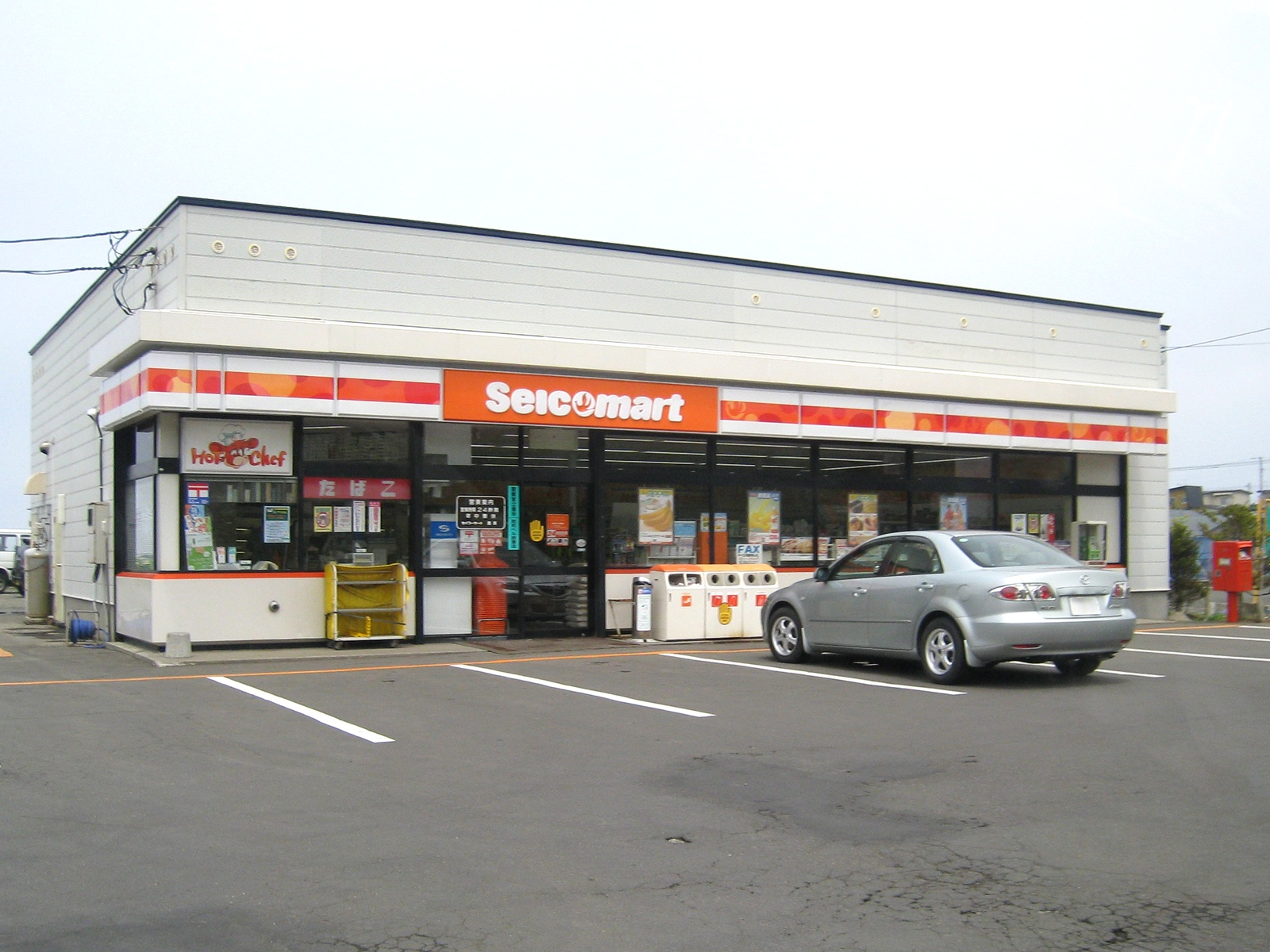
Seicomart是北海道店數最多的便利店

服務業是北海道經濟的支柱產業。觀光產業在北海道經濟中發揮了重要作用。北海道憑藉其較為原始的自然、涼爽的夏季和冬季雪國景觀等旅遊資源吸引了眾多來自日本國內外的遊客。2015年時，來到北海道旅遊的遊客數達到5,477萬人。近年來前往北海道旅遊的外國人遊客大幅增加。1997年時，北海道的外國人遊客數為12萬人。在2015年時，這一數字增加到208萬人。北海道的外國人遊客中以台灣、韓國、香港和泰國最多。觀光客給北海道帶來大量消費支出，亦促進交通、餐飲、住宿等相關行業的發展。就遊客訪問地區來看，以札幌及其附近的道央地區最多，此外函館、旭川、道東亦吸引較多遊客到訪:124-129。
在商業和金融業方面，由於北海道是日本最早開始車社會化的地區，因此也比日本其他地區更早開始進入賣場的大型化和郊外化時代:118。這也使得北海道較早開始面對市中心商業區衰退的問題。現在北海道政府試圖通過補助金和培育人才等措施來改善中心市區空洞化的問題。2013年，北海道全年商品銷售額有164,552億日元。現在日本的大型商業企業中，HOMAC、宜得利家居和Seicomart都是創業自北海道的企業。1997年北海道拓殖銀行的破產給北海道金融業帶來巨大衝擊。現在北海道的兩大地方銀行是北洋銀行和北海道銀行。札幌還設有札幌證券交易所，協助當地企業融資。信息技術產業現在是北海道服務業中發展較快的產業。2010年，櫻花網路宣布將在石狩市建設日本最大的數據中心。札幌車站北口一帶聚集了眾多中小科技企業，有「札幌矽谷」（サッポロバレー）之稱。札幌科技園區則除了中小企業之外，亦有富士通和日本IBM等大型企業設廠。

## 文化

### 阿伊努文化

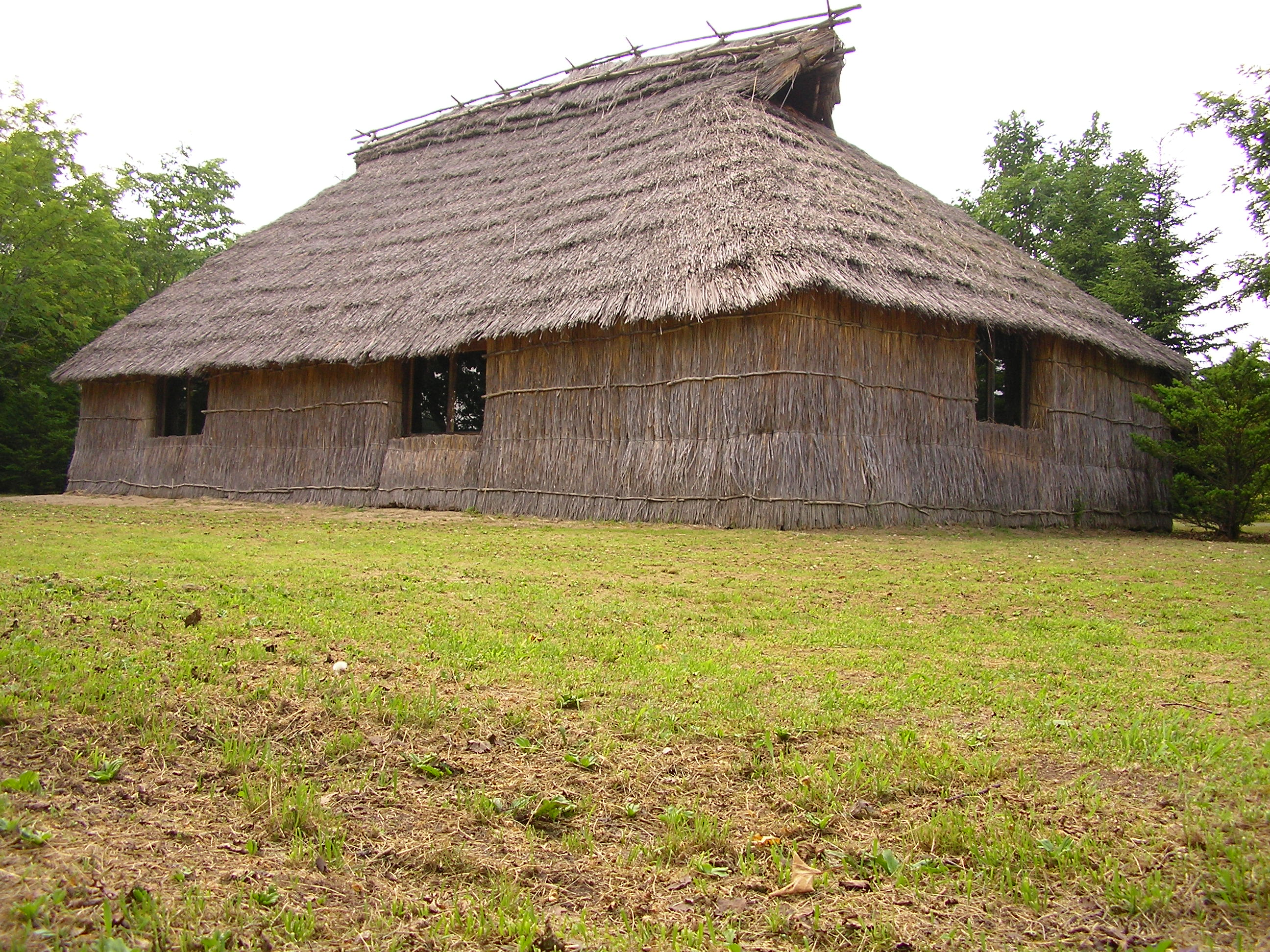
愛努式房屋

阿伊努人是北海道的原住民，擁有極其獨特的文化，阿伊努文化的代表例子包括了被稱為尤加拉的口述文學；干欄式建築的阿伊努式住宅；被列入聯合國非物質文化遺產的古典阿伊努舞蹈。使用大量油脂的阿伊努料理等。阿伊努人在古代不論男女皆有刺青，並且使用20進制:20，亦是他們和其他日本人相比的獨特之處。然而江戶時代中後期開始，阿伊努文化被強制同化，加上阿伊努人人口大幅減少，且阿伊努人沒有自己的文字，使得阿伊努文化受到嚴重衝擊，阿伊努語也被列入瀕危語言名單。然而阿伊努文化對北海道的影響難以抹去，例如現在北海道的絕大多數地名都是來自於阿伊努語。現在日本政府已開始立法保護阿伊努文化，民間復興阿伊努文化的運動也趨於活躍。

### 方言
北海道地區的日本語方言是北海道方言，是東日本方言的一種。北海道方言內部可再分為沿海地區的海岸部方言（又稱濱言葉，其中又以函館地區特徵最強）和其他地區的內陸部方言，其中內陸部方言更加接近標準日語。由於北海道是移民社會，來自不同地方的人在溝通時卻需要使用同一語言，使得北海道方言是日語方言中較為接近標準日語的方言。札幌市的方言甚至被認為比東京地區的方言更接近標準日語:3。但在發音和用詞上，北海道方言仍和標準日語有所不同。然而近年，由於大眾媒體的影響，加上擁有前往道外讀書工作經驗的人口增加，使得北海道方言正日趨接近標準日語。典型的北海道方言特徵之一是使用過去時來表達尊敬，而這一特點甚至影響了日本其他地區的日語。北海道方言具代表性的詞彙包括了（原為一種馬，現指北海道人）、（意為創可貼）、（意為秋季的宴會）、（意為列車，日本其他地區多用）等。

### 飲食

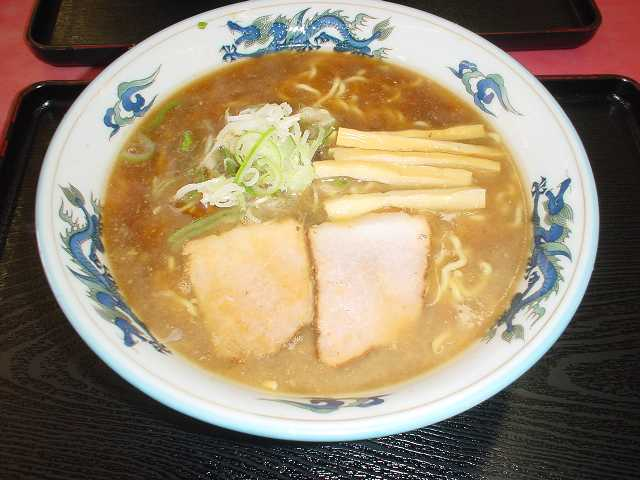
旭川拉麵

北海道是日本重要的農產地，豐富的食材也造就了北海道多樣的飲食文化。北海道水產資源豐富，使得壽司、蟹肉料理等各類海鮮料理成為北海道具代表性的高級料理。北海道的海鮮丼亦有多個種類，其中又以松前金槍魚三色丼、函館的活烏賊丼、釧路的勝手丼等最為知名。北海道的肉食文化和日本其他地區頗為不同。十勝地區的豬肉蓋飯因使用帶有甜味的醬油烹飪使得豬肉的甜味較強，在日本的豬肉蓋飯中獨具特色。成吉思汗烤肉是北海道最著名的鄉土料理之一。戰後的糧食緊缺時期因羊肉價格低廉，烤羊肉在北海道風行一時，成吉思汗烤肉因此普及，北海道也成為日本僅有的大量食用羊肉的地區(另一處是沖繩縣)。現在雖然糧食充沛，北海道也已很少產羊肉，但成吉思汗烤肉卻已成為北海道最著名的料理之一。北海道是日本拉麵文化最為興盛的地區之一。北海道拉麵中，以旭川拉麵（醬油風味）、札幌拉麵、函館拉麵三種拉麵最具代表性。現在北海道是日本拉麵文化最為興盛的地區，札幌還有拉麵共和國和拉麵橫丁等聚集大量拉麵店的飲食街。北海道是日本最大的乳製品產地區，而使用牛奶的各類甜品亦是北海道飲食文化中不可或缺的一部分。北海道著名的甜品企業包括了石屋製菓（代表產品是白色戀人）、ROYCE'和六花亭等。北海道也是日本最早開始普及啤酒文化的地區，札幌啤酒是日本四大啤酒企業之一。由於北海道在過去物流網相對獨立，使得許多企業生產只在北海道銷售的北海道限定品。一些北海道限定品也已成為北海道飲食文化的標誌，為北海道人所喜愛，如瓜拉那飲料和勝源。

### 媒體
北海道新聞是北海道最大的地方報紙。北海道新聞的前身北海新聞於1887年開始發行。1942年，日本政府下令整合北海道內的11份地方報紙，北海道新聞隨之誕生。現在北海道新聞日發行量接近107萬份，是日本規模最大的地方報紙之一。北海道新聞不僅在北海道各地設有支局，並且在華盛頓、倫敦等地亦派有駐外記者，其中又以對俄羅斯遠東地區的新聞報導見長。除了北海道新聞之外，北海道各地亦有自己的地方報紙，其中主要的地方報紙包括苫小牧民報、室蘭民報、函館新聞、釧路新聞、十勝毎日新聞。此外讀賣新聞、朝日新聞、毎日新聞、日本經濟新聞等全國性報紙在北海道也有發行。在電視方面，日本放送協會（NHK）在北海道擁有七個放送局，分別是NHK札幌、NHK函館、NHK旭川、NHK室蘭、NHK帶廣、NHK北見和NHK釧路。此外，北海道還有北海道放送（HBC，屬JNN联播网）、札幌電視台（STV，屬NNN联播网）、北海道電視台（HTB，屬ANN联播网）、北海道文化放送（UHB，屬FNN联播网）、TV北海道（TVh，屬TXN联播网）五家電視台。其中北海道放送和札幌電視台亦有播出廣播節目。北海道憑藉獨特的風情和雄大的自然成為眾多電影電視作品的故事舞台。在北海道拍攝的著名日本電影和電視劇有《幸福的黃手絹》、《北方的金絲雀》、《風之花園》、《來自北國》、《First Love 初戀》等作品。

### 體育

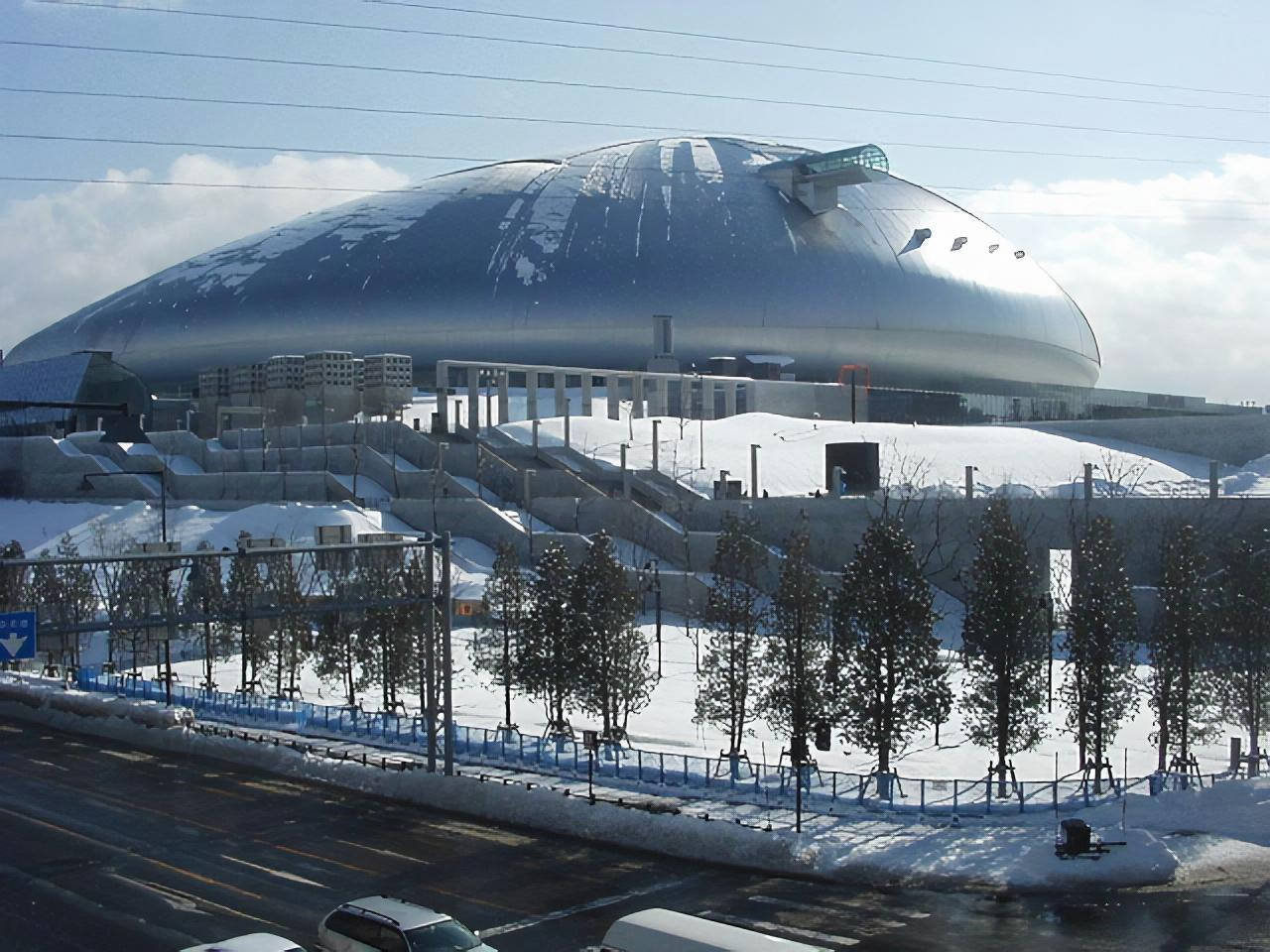
札幌巨蛋是札幌岡薩多的主場球場

#### 冬季運動
冬季的寒冷氣候，給予北海道發展冬季運動的最佳條件。1972年，札幌市舉辦了冬季奧運會，這是日本首次舉辦冬奧會，也可看出北海道冬季體育的興盛程度。北海道是日本滑雪場最多的地區，並因其優良的雪質吸引了澳大利亞等外國的滑雪愛好者。北海道的冬季體育因氣候差異而呈現出不同的地區特徵。西部地區因降雪較多，滑雪和跳台滑雪等雪上運動興盛。而東部地區則因為氣候乾燥降雪較少，冰球、滑冰等冰上運動的參加者較多。日本有眾多冬季運動選手都是出身自北海道，包括笠谷幸生、原田雅彥、船木和喜、齐藤浩哉、伊藤有希、高梨沙羅、橋本聖子、長島圭一郎等。北海道還擁有日本製紙白鶴和王子製紙老鷹兩個職業冰球球隊。

#### 棒球
北海道日本火腿鬥士為日本職棒太平洋聯盟的球隊，其主場位於ES CON FIELD HOKKAIDO。該隊成立於1945年11月6日，成立時隊名為參議員隊，後來球隊先後轉售給東京急行電鐵（改名為東急飛人隊，直到日本火腿接手前幾次更名都以飛人為吉祥物）與日本火腿（日本火腿鬥士隊）。2004年，日本火腿鬥士隊將主場從東京轉移到位於北海道地區新建完成的札幌巨蛋，球隊名稱也冠上了「北海道」，成為現在的隊名，並更換吉祥物、球衣及隊徽。後轉移主場到自建的北廣島市的ES CON FIELD HOKKAIDO並3度奪下日本一（1962年、2006年、2016年），現今在美國職棒大聯盟活躍的達比修有、大谷翔平就是出身自日本火腿鬥士。北海道在高中棒球上亦有一席之地，駒澤大學附属苫小牧高等學校曾多次打入甲子園，並培育出田中將大等著名棒球選手。

#### 其他體育
札幌岡薩多是北海道唯一的一支J聯賽球隊，現在參加J1聯賽的賽事。北海道也是相撲盛行的地方，出身橫綱人數是日本最多。昭和三大橫綱大鵬、北之湖、千代富士均出身於北海道。

## 教育

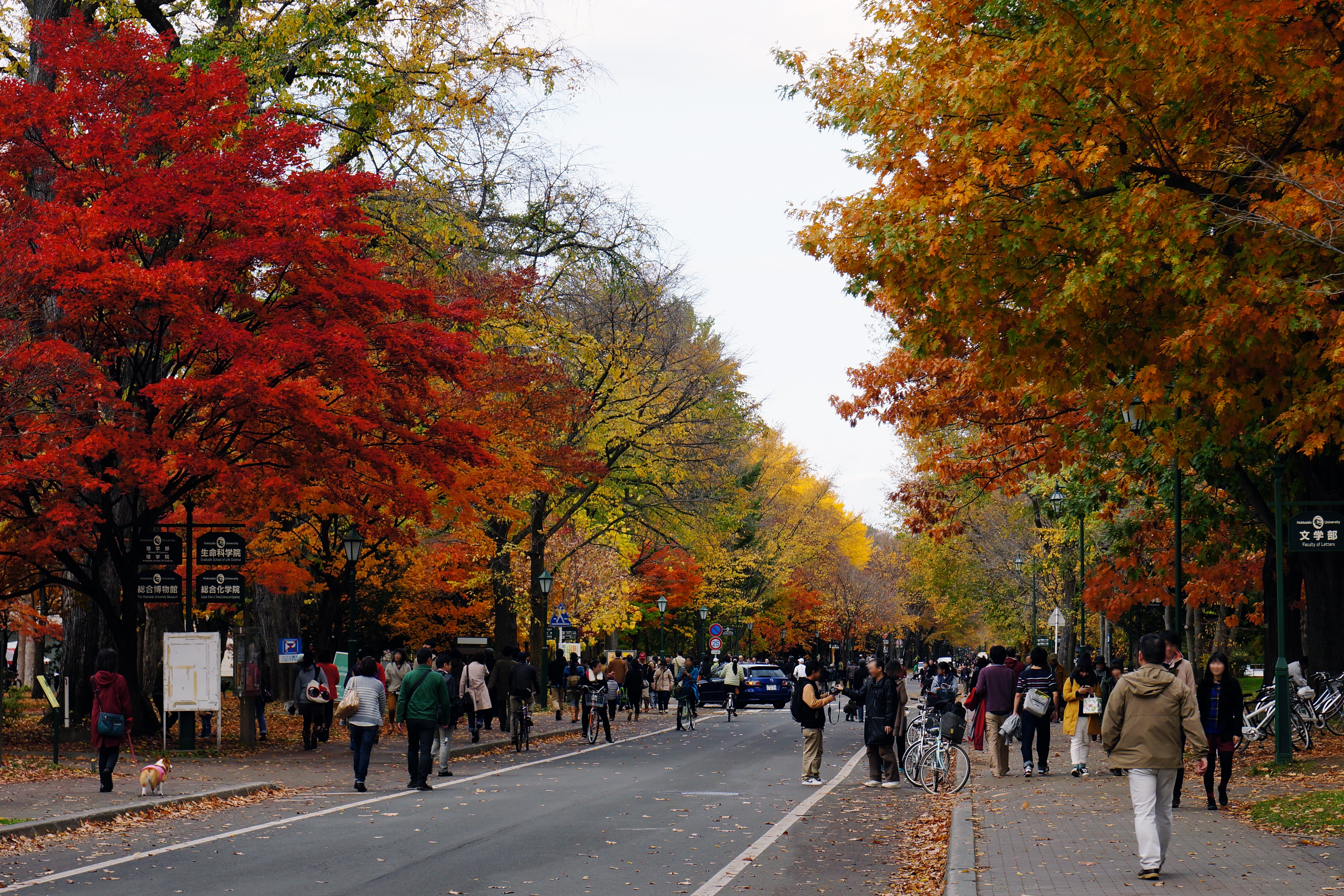
北海道大學

北海道大學的總部位於札幌市中心，其前身札幌農學校創建於1876年，並在1918年升格為北海道帝國大學，是日本本土的七個帝國大學之一，亦是北海道教學研究水準最頂尖的高等學府。北海道大學現在擁有札幌和函館兩個校區，12個學院，本科學生超過11,000人，碩士和博士學生超過6,000人。2010年諾貝爾化學獎得主鈴木章曾就讀並執教於北海道大學，現在是北海道大學的名譽教授。除了北海道大學之外，北海道還有北海道教育大學、室蘭工業大學、小樽商科大學、帶廣畜產大學、旭川醫科大學、北見工業大學等六所國立大學和釧路公立大學等五所公立大學。北海道亦擁有26所私立大學，其中規模較大的有旭川大學、札幌大學、札幌學院大學、札幌國際大學、北海學園大學、北星学園大學、北海道科學大學、北海道醫療大學。北海道各地亦有眾多小學、初中和高中，但北海道的義務教育階段的學生平均學力略低於日本全國平均水準，對此北海道教育委員會採取了眾多措施，試圖提高學生的學習能力和體力水準。此外，由於適齡學生數量大幅減少，北海道在最近十年內已陸續關閉了多達451座道立中小學校，這也引起一些學生家長和社會人士不滿，認為學生的受教育權受到影響。

## 觀光

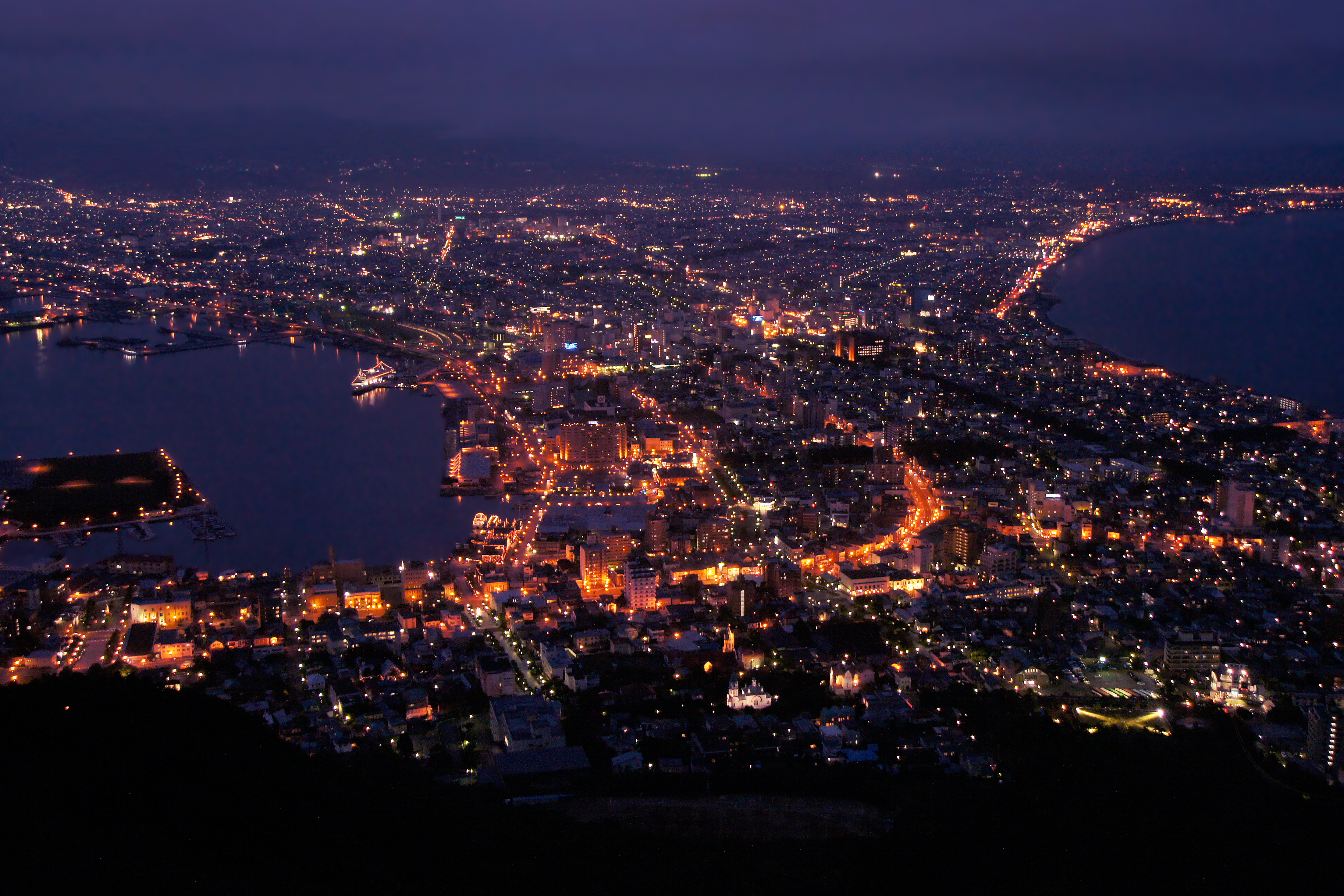
自函館山看到的夜景是世界三大夜景之一

北海道是日本的觀光熱點地區，廣闊的面積使得北海道不同地區的旅遊資源有著迥然不同的特徵。道南是北海道各地區中和人最早到達的地方，因此這裡亦以歷史和人文景觀見長。松前城是日本最北，也是北海道唯一的日本式城堡。渡島半島西海岸的江差町以民俗文化和歷史景觀而聞名。函館市是道南地區的觀光中心。作為日本最早對外開放的五個港口，函館以其西洋式建築而著稱，代表作包括了金森紅磚倉庫、舊函館區公会堂等。函館山的夜景被譽為世界三大夜景。此外函館郊外的大沼公園是道南著名的濕地。道央地區是北海道觀光客最多的地區。札幌市擁有北海道廳旧本廳舍、札幌市鐘樓等開拓時代的建築，大通公園則是日本具代表性的都會型公園。札幌附近的小樽市曾是北海道的玄關，以小樽運河、西洋式建築和玻璃工藝品而著稱。新雪谷地區則擁有北海道規模最大的滑雪場和度假區，戶外體育活動十分興盛。道央南海岸的登別溫泉和洞爺湖則是日本最具盛名的溫泉度假地之一。

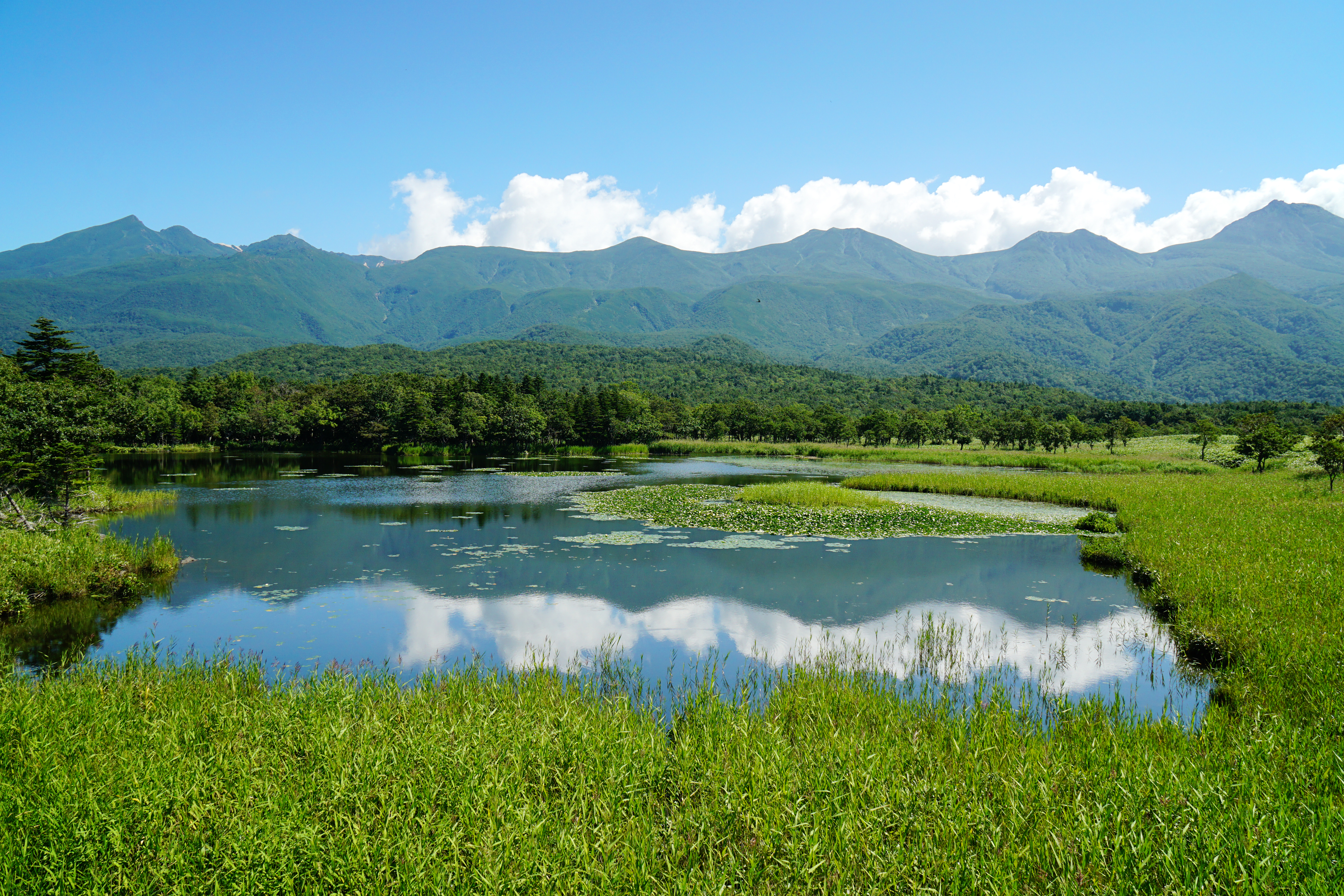
知床是北海道唯一的世界自然遺產

道東地區地廣人稀，觀光資源亦以自然風景為主。釧路市附近的釧路濕地是日本最大的濕地，也是日本最大的丹頂鶴棲息地。釧路地區北部的阿寒摩周國立公園擁有眾多湖泊，其中阿寒湖以毬藻和溫泉著稱，摩周湖則是日本透明度最高的湖泊。中標津的開陽台則因雄壯的眺望景色成為機車騎士的聖地。野付半島則擁有人跡罕至的濕地，被列入濕地公約。知床是北海道唯一的世界自然遺產。鄂霍次克海沿岸的網走市、紋別市是觀賞流冰的據點都市。道北地區南北跨度大，觀光資源亦十分多樣化。以薰衣草和花田著稱的富良野市、上富良野町、中富良野町和美瑛町位於道北的南部地區，被評為「日本最美的農村」。其北側的旭川市最著名的景點則是旭山動物園。北海道地勢最高的大雪山和以飛瀑著稱的層雲峡同樣位於道北的南部地區。位於日本最北端的稚內地區擁有佐呂別原野的濕地景觀，宗谷岬的日本最北端紀念碑亦吸引眾多觀光客到訪。稚內市附近的利尻島擁有形狀近似對稱的利尻岳，夏季有眾多登山客。禮文島則生長有眾多珍稀的高山植物，有「花之浮島」之稱。

## 交通

### 鐵路

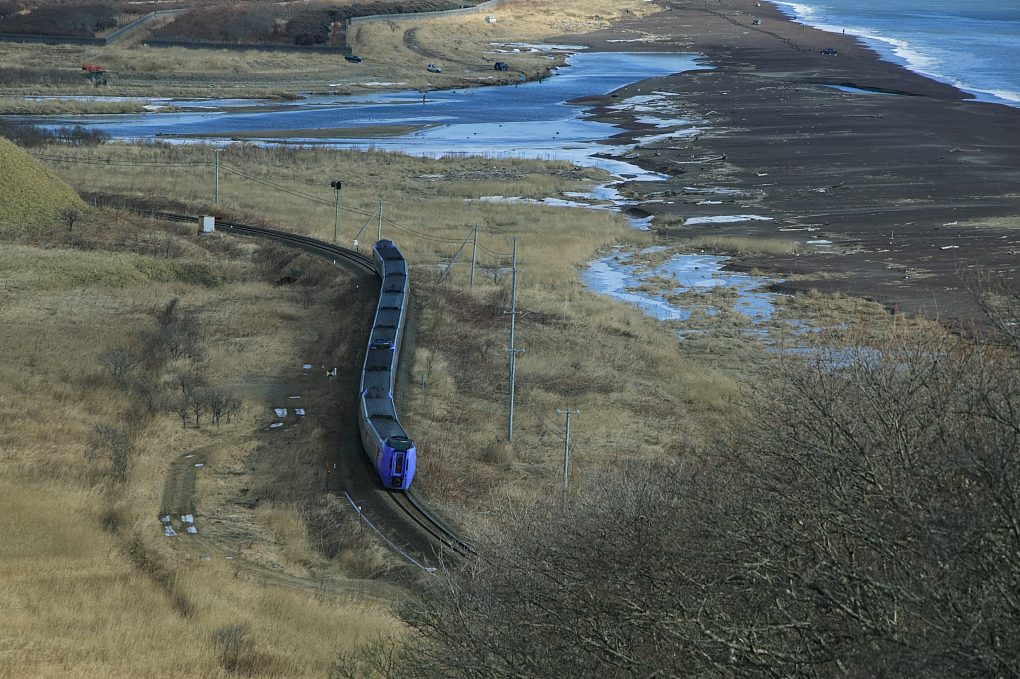
一輛行駛在原野的超級大空號列車

北海道首條鐵路線路是小樽市和札幌市之間的手宮線。這條線路通車於1880年，也是日本第三條通車的鐵路路線。此後北海道鐵路事業快速發展。在1960年代之前，由於北海道是日本主要煤炭產地，因此當時修建了眾多將煤炭搬運出海的貨運鐵路。鐵路亦在北海道開拓歷史中發揮了重要作用。鐵路的修建使得沿線地區得到了快速發展，例如旭川市就是因為地處鐵路交通的結點而得到開發，成為道北地區的最大都市:75。1904年，隨著小樽和函館之間的鐵路開業，北海道主要都市之間均已由鐵路聯通:75。同時日本郵船還開闢了青森至函館的鐵路輪渡航路，鐵路成為北海道和本州之間重要的交通手段。當時除了國有鐵道之外，亦有不少私人企業，如定山溪鐵道、北海道拓殖鐵道等公司經營鐵路業務。1930年代時，北海道的鐵路線路網已基本完成:75。戰後初期，北海道仍修建了湧網線、松前線和羽幌線等鐵路新線，並且開始進行鐵路電氣化。但在1960年代之後，隨著汽車的逐漸普及、航空交通的發展、礦山相繼關閉、農村地區人口減少，北海道的鐵路事業陷入赤字。1970年代之後，國鐵為改善財政狀況，以根北線為開始，陸續廢止北海道的眾多鐵路路線，即使是名寄本線這樣的幹線也被廢除。然而另一方面，1988年，青函隧道通車，北海道和本州之間的交通狀況大幅改善。1987年，國鐵分割民營化，北海道絕大部分鐵路都由北海道旅客鐵道（JR北海道）繼承經營。然而由於人口稀少導致除札幌附近地區之外鐵路利用效率低，JR北海道的經營狀況長期嚴峻，1990年代後也仍有赤字的鐵路線路被廢止。現在JR北海道總共運營有14條路線，合計2,457.7公里的鐵路路線。2013年度，JR北海道總乘客數達1億3410萬6千人，其中以札幌至旭川之間的列車乘客數最多，其次是札幌和函館、札幌和帶廣之間的列車。札幌車站是北海道鐵路交通的核心，超級神威號、宗谷號、鄂霍次克號、北斗號、十勝號、超級大空號列車等JR北海道運行的行駛於北海道各主要都市間的特急列車全部以札幌作為運行端點:78。2013年，札幌站日均乘客數達93,152人。除了JR北海道之外，北海道還有三家鐵路事業者。太平洋煤礦銷售運輸在釧路市經營有一條運煤的貨運鐵路。函館市企業局交通部經營函館市路面電車業務。札幌市交通局是札幌市營地下鐵的經營者，現在札幌市營地下鐵包括了南北線、東西線、東豐線三條線路。貫通日本本土的新幹線亦有開進北海道，北海道新幹線在2016年3月開通新青森至新函館北斗區間，預計2030年末從新函館北斗延伸至札幌。

### 公路
1870年時，北海道已有170公里長的公路:74。在19世紀末期，北海道政府曾修建自札幌至網走的公路。但直到大正時代中期，由於鐵路是北海道交通的主角，公路建設並不被重視:74。戰後隨著汽車開始普及，北海道亦急速開始了公路的建設。1971年，千歲至北廣島和札幌至小樽的高速公路通車，是為北海道首條高速公路:78。現在公路承擔北海道80%以上的客運量，是北海道交通的核心。目前北海道擁有道央自動車道、札樽自動車道、道東自動車道三條高速公路。2014年時，北海道共有高規格幹線道路1015公里，其中高速公路696公里。北海道的高速公路建設情況仍遠滯後於日本平均水準。同時北海道一般國道長度為6,722公里，都道府縣道的長度為11,783公里，市町村道的長度為71,025公里，合計北海道共有一般公路89,530公里。另外，除了私家車之外，巴士也是北海道重要的都市間移動手段。2012年，北海道共有52條都市間路線巴士，其中有39條以札幌作為起點。

### 海運
在江戶時代，北海道和本州之間就通過北前船進行貿易往來。在明治初期，郵船汽船三菱會社曾一度壟斷北海道的海運市場。1882年，共同運輸會社成立，以和三菱展開對抗，爭奪北海道的海運市場。1885年，日本政府下令將兩家公司合併為日本郵船會社，北海道的海運市場再次進入壟斷狀態:74。這一時期還開通了由函館或小樽出發，前往北海道各地的航線。進入大正時期後，小樽、室蘭、釧路、根室等港亦開通了不途徑函館，直接前往本州的航線:74。戰後，日本政府決定將室蘭港、苫小牧港、釧路港等太平洋沿岸的港口作為開發重點。而函館港和小樽港的地位則相對下降:77。同時隨著空運的發展，貨運取代客運成為海運的主要市場。現在北海道擁有苫小牧港和室蘭港兩個特定重要港灣，以及函館港、小樽港、釧路港等10個重要港灣和24個地方港灣。北海道現在和本州之間有15條定期貨運航線。就貨物進出口量來看，苫小牧港是北海道最大港口，之後則依次是函館港、室蘭港、釧路港、小樽港。在客運方面，北海道現在和本州之間有十條定期航線，其中有五條自苫小牧港出發，三條自小樽港出發，兩條自函館港出發。2011年，国土交通省指定 国际散货戰略港湾 钏路港， 北海道和本州之間的渡輪有172.3萬人乘坐。渡輪也是北海道本島和離島之間重要的交通手段。現在北海道本島和奧尻島、天賣島、燒尻島、利尻島、禮文島之間有定期渡輪航線。2011年，北海道本島和離島之間的定期航線乘客數為68.3萬人。在國際航運方面，北海道和俄羅斯之間開設有定期客運航線。2011年，北海道和俄羅斯之間的輪渡航線有乘客3,629人。

### 空運

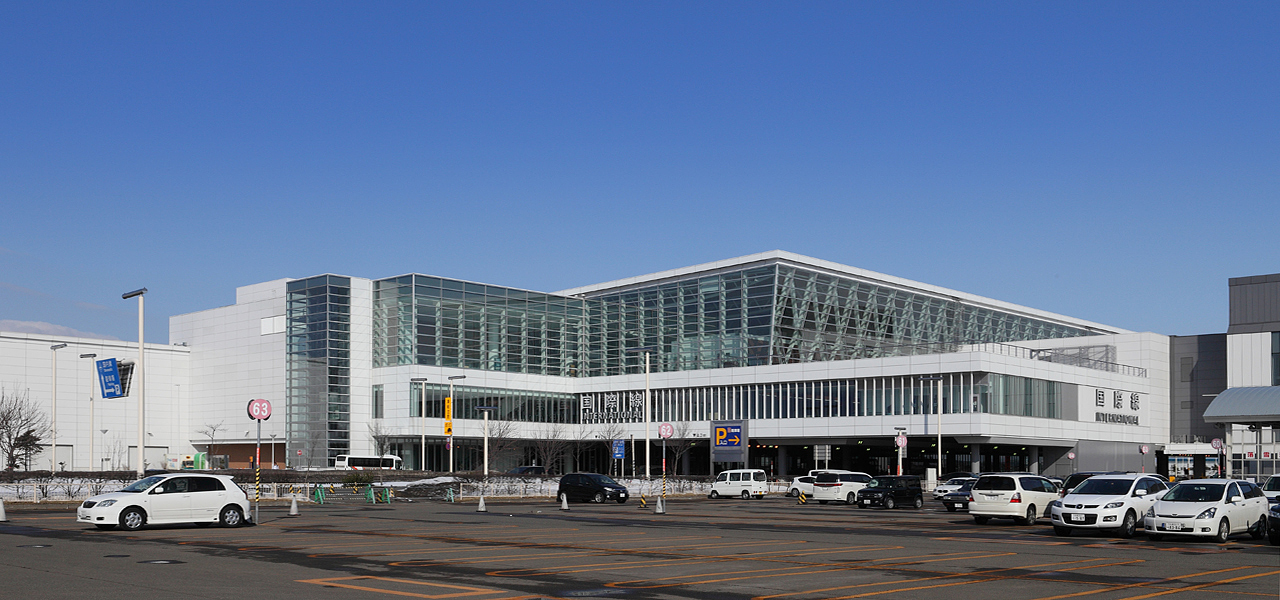
新千歲機場

在1937年，日本航空輸送曾開通札幌和羽田之間的定期航線，但在1940年停飛:77。1951年，日本航空開設了千歲機場和羽田機場之間的定期航線。隨後全日空也在1958年開通了千歲-仙台-羽田的航線。1950年代中期之後，北海道內各地開始建設機場，北海道逐漸建設了以千歲機場為核心的道內航空網。1988年新千歲機場開業之後，北海道又相繼開通了飛往海外的航線。由於直接通過陸路交通方式到達北海道較為不便，因此空運成為北海道最重要的聯外交通方式。2013年，羽田機場和新千歲機場之間的航線有8,838,667名乘客乘坐，是日本國內乘客數最多的航線。而關西至新千歲和名古屋至新千歲的航線乘客數也在日本航線乘客數排名中位居前列。現在北海道內共有14座機場（其中禮文機場處在暫停使用狀態），其中新千歲、旭川、函館三座機場有定期國際航班運行。北海道內的機場中以新千歳機場乘客數最多。新千歲機場在2017年乘客數達22,717,980人，是日本乘客數第四多的機場。在新千歲機場之後，北海道旅客較多的機場是函館機場和旭川機場。北海道內還有Air Do和北海道空中系統兩家航空公司。Air Do主要經營由羽田機場前往北海道各機場和自新千歲機場前往日本各地的航線。北海道空中系統則經營丘珠機場至利尻機場、釧路機場、函館機場、三澤機場以及函館機場至奧尻機場和三澤機場的航線。

### 引用
1. ↑   (PDF). .   [2014-09-05]. （原始内容存档 (PDF)于2014-09-07）.（日語）
2. 1 2   (PDF). . 2017-10-01  [2018-02-03]. （原始内容 (PDF)存档于2018-02-04）.（日語）
3. 1 2 3  . . 2022-01-01  [2022-11-12]. （原始内容存档于2022-11-12）.（日語）
4. ↑   (PDF). . 2017-10-01  [2018-02-03]. （原始内容 (PDF)存档于2018-02-04）.（日語）
5. ↑  . .   [2022-11-12]. （原始内容存档于2022-11-12） （日语）.
6. ↑  . .   [2022-11-12]. （原始内容存档于2014-09-07） （日语）.
7. 1 2 3  . .   [2022-11-12]. （原始内容存档于2014-09-07） （日语）.
8. 1 2 3 4 5 6 7 8 9 10 11 12 13 14 15 16 17 18 19 20 21 22 23 24 25 26 27 28 29 30  .  . 東京都: . 2011. ISBN 978-4-254-16763-4 （日语）.
9. 1 2 3 4  . .   [2022-11-12]. （原始内容存档于2022-11-12） （日语）.
10. ↑   (PDF). .   [2014-09-05]. （原始内容存档 (PDF)于2016-03-05） （日语）.
11. ↑  . Government of Ireland.   [2014-09-05]. （原始内容存档于2009-11-24） （英语）.
12. ↑  . The World Factbook.   [2014-09-05]. （原始内容存档于2011-06-04） （英语）.
13. ↑  .  . 東京都: . 2003. ISBN 978-4-13-064712-0 （日语）.
14. ↑   (PDF). .   [2014-09-05]. （原始内容 (PDF)存档于2014-09-07） （日语）.
15. 1 2 3   (PDF). .   [2014-09-05]. （原始内容 (PDF)存档于2014-09-07） （日语）.
16. ↑  . .   [2014-09-05]. （原始内容存档于2014-09-07） （日语）.
17. ↑   (PDF). .   [2014-09-05]. （原始内容 (PDF)存档于2014-12-22） （日语）.
18. ↑  . .   [2014-09-05]. （原始内容存档于2014-09-07） （日语）.
19. ↑  . .   [2014-09-05]. （原始内容存档于2014-01-01） （日语）.
20. ↑  . .   [2014-09-05]. （原始内容存档于2014-08-29） （日语）.
21. ↑  . .   [2014-09-05]. （原始内容存档于2014-08-29） （日语）.
22. 1 2  . .   [2014-09-05]. （原始内容存档于2015-09-24） （日语）.
23. ↑  . .   [2014-09-05]. （原始内容存档于2014-10-09） （日语）.
24. ↑  . .   [2014-09-05]. （原始内容存档于2014-09-07） （日语）.
25. ↑  . .   [2014-09-05]. （原始内容存档于2014-09-07） （日语）.
26. ↑  . .   [2014-09-05]. （原始内容存档于2014-10-09） （日语）.
27. ↑  . .   [2014-09-05]. （原始内容存档于2014-10-09） （日语）.
28. ↑  . .   [2014-09-05]. （原始内容存档于2015-05-10） （日语）.
29. ↑  . .   [2014-09-05]. （原始内容存档于2016-03-22） （日语）.
30. ↑  . .   [2014-09-05]. （原始内容存档于2014-09-07） （日语）.
31. ↑  . .   [2014-09-05]. （原始内容存档于2014-09-07） （日语）.
32. ↑  . .   [2014-09-05]. （原始内容存档于2020-09-02） （日语）.
33. ↑  . .   [2014-09-05]. （原始内容存档于2014-09-07） （日语）.
34. ↑  . .   [2019-02-25]. （原始内容存档于2019-02-25） （日语）.
35. ↑  . .   [2019-02-25]. （原始内容存档于2022-08-12） （日语）.
36. 1 2  .  . 東京都: . 2003. ISBN 978-4-634-32011-6 （日语）.
37. ↑  . .   [2014-09-06]. （原始内容存档于2013-11-01） （日语）.
38. ↑  . .   [2014-09-06]. （原始内容存档于2015-02-18） （日语）.
39. ↑  . .   [2014-09-06]. （原始内容存档于2016-02-03） （日语）.
40. 1 2 3  . .   [2014-09-06]. （原始内容存档于2014-09-07） （日语）.
41. ↑   (PDF). .   [2014-09-06]. （原始内容 (PDF)存档于2015-09-24） （日语）.
42. ↑  . .   [2014-09-06]. （原始内容存档于2014-10-17） （日语）.
43. ↑  . .   [2014-09-06]. （原始内容存档于2014-07-11） （日语）.
44. ↑  . .   [2014-09-06]. （原始内容存档于2014-09-07） （日语）.
45. ↑  . .   [2014-09-06]. （原始内容存档于2014-09-07） （日语）.
46. ↑  . .   [2014-09-06]. （原始内容存档于2014-09-07） （日语）.
47. ↑  . .   [2014-09-06]. （原始内容存档于2014-04-26） （日语）.
48. ↑  . .   [2014-09-06]. （原始内容存档于2015-01-04） （日语）.
49. ↑  . .   [2014-09-06]. （原始内容存档于2014-09-07） （日语）.
50. ↑  . .   [2014-09-06]. （原始内容存档于2015-03-13） （日语）.
51. ↑  . .   [2014-09-06]. （原始内容存档于2014-09-07） （日语）.
52. 1 2 3 4 5 6 7 8 9 10 11 12 13 14 15  .  . 東京都: . 1999. ISBN 4-634-27010-2 （日语）.
53. ↑  . .   [2014-09-06]. （原始内容存档于2014-09-07） （日语）.
54. ↑  .  . 札幌市: . 2007. ISBN 978-4-8329-6679-6 （日语）.
55. 1 2   (PDF). .   [2014-09-06]. （原始内容存档 (PDF)于2014-09-07） （日语）.
56. ↑  . .   [2014-10-07]. （原始内容存档于2014-10-10） （日语）.
57. ↑   . .   [2014-09-06]. （原始内容存档于2014-09-07） （日语）.
58. ↑  . .   [2014-09-06]. （原始内容存档于2014-09-07） （日语）.
59. 1 2    (PDF). .   [2014-09-06]. （原始内容 (PDF)存档于2014-09-07） （日语）.
60. 1 2 3   (PDF). .   [2014-09-06]. （原始内容存档 (PDF)于2014-09-07） （日语）.
61. 1 2 3 4 5 6  . .   [2014-09-06]. （原始内容存档于2014-09-07） （日语）.
62. 1 2   (PDF). .   [2014-09-06]. （原始内容 (PDF)存档于2014-09-07） （日语）.
63. ↑   (PDF). .   [2014-09-06]. （原始内容存档 (PDF)于2015-02-09） （日语）.
64. ↑  . .   [2014-09-06]. （原始内容存档于2014-09-07） （日语）.
65. 1 2 3   (PDF). .   [2014-09-06]. （原始内容 (PDF)存档于2014-09-07） （日语）.
66. ↑   (PDF). .   [2014-09-06]. （原始内容存档 (PDF)于2014-09-07） （日语）.
67. ↑  . .   [2014-09-06]. （原始内容存档于2014-09-07） （日语）.
68. 1 2   (PDF). .   [2014-09-06]. （原始内容存档 (PDF)于2014-05-29） （日语）.
69. ↑  . .   [2014-10-07]. （原始内容存档于2014-10-10） （日语）.
70. ↑   (PDF). .   [2014-09-06]. （原始内容 (PDF)存档于2013-10-10） （日语）.
71. ↑  . .   [2020-08-30]. （原始内容存档于2018-09-29） （日语）.
72. 1 2  . .   [2014-09-06]. （原始内容存档于2014-08-20） （日语）.
73. ↑  . .   [2014-09-06]. （原始内容存档于2014-09-07） （日语）.
74. ↑  . .   [2014-09-06]. （原始内容存档于2014-07-23） （日语）.
75. 1 2  . .   [2014-09-06]. （原始内容存档于2014-10-01） （日语）.
76. ↑   (PDF). .   [2014-09-06]. （原始内容 (PDF)存档于2014-09-07） （日语）.
77. ↑  . .   [2014-09-06]. （原始内容存档于2014-09-07） （日语）.
78. ↑   (PDF). .   [2014-09-06]. （原始内容存档 (PDF)于2013-10-14） （日语）.
79. ↑  . .   [2014-09-06]. （原始内容存档于2014-09-07） （日语）.
80. 1 2 3 4 5  . .   [2014-09-06]. （原始内容存档于2015-05-01） （日语）.
81. ↑  . .   [2014-09-06]. （原始内容存档于2014-08-10） （日语）.
82. ↑  . .   [2014-09-06]. （原始内容存档于2014-09-08） （日语）.
83. ↑  . .   [2014-09-06]. （原始内容存档于2013-06-02） （日语）.
84. ↑  . .   [2014-09-06]. （原始内容存档于2015-04-14） （日语）.
85. ↑  . .   [2017-10-24]. （原始内容存档于2017-10-24） （日语）.
86. ↑  . .   [2017-10-24]. （原始内容存档于2017-10-24） （日语）.
87. ↑  . .   [2021-11-01]. （原始内容存档于2021-11-01） （日语）.
88. ↑  . .   [2017-10-24]. （原始内容存档于2017-10-24） （日语）.
89. ↑  . .   [2021-11-01]. （原始内容存档于2021-11-01） （日语）.
90. ↑  . .   [2014-09-06]. （原始内容存档于2014-06-13） （日语）.
91. ↑  . .   [2014-09-06]. （原始内容存档于2014-11-14） （日语）.
92. 1 2 3 4 5  . .   [2014-09-06] （日语）.[]
93. ↑  . .   [2019-04-11]. （原始内容存档于2019-04-11） （日语）.
94. ↑  . .   [2023-04-10]. （原始内容存档于2023-04-10） （日语）.
95. ↑  . .   [2023-04-10]. （原始内容存档于2023-04-10） （日语）.
96. ↑   (PDF). .   [2014-09-06]. （原始内容 (PDF)存档于2014-09-07） （日语）.
97. ↑   (PDF). .   [2017-04-30]. （原始内容 (PDF)存档于2017-10-25） （日语）.
98. ↑   (PDF). .   [2017-04-30]. （原始内容存档 (PDF)于2017-01-10） （日语）.
99. ↑  . .   [2014-09-06]. （原始内容存档于2014-08-29） （日语）.
100. ↑  . .   [2014-09-06]. （原始内容存档于2015-05-03） （日语）.
101. ↑  . .   [2014-09-06]. （原始内容存档于2015-05-03） （日语）.
102. 1 2 3 4 5   (PDF). .   [2014-09-06]. （原始内容存档 (PDF)于2014-09-07） （日语）.
103. 1 2   (PDF). .   [2014-09-06]. （原始内容 (PDF)存档于2013-11-27） （日语）.
104. ↑   (PDF). .   [2014-09-06]. （原始内容 (PDF)存档于2014-09-07） （日语）.
105. ↑   (PDF). .   [2017-04-30]. （原始内容存档 (PDF)于2017-03-29） （日语）.
106. ↑  . .   [2017-10-24]. （原始内容存档于2016-07-31） （日语）.
107. ↑   (PDF). .   [2014-09-06]. （原始内容存档 (PDF)于2014-09-07） （日语）.
108. 1 2 3   (PDF). .   [2014-09-06]. （原始内容存档 (PDF)于2014-09-07） （日语）.
109. ↑  . .   [2014-09-06]. （原始内容存档于2014-09-07） （日语）.
110. ↑  . .   [2014-09-06]. （原始内容存档于2014-09-07） （日语）.
111. ↑   (PDF). .   [2014-09-06]. （原始内容存档 (PDF)于2014-09-07） （日语）.
112. ↑   . .   [2017-04-30]. （原始内容存档于2017-10-25） （日语）.
113. ↑  . .   [2014-09-06]. （原始内容存档于2014-09-07） （日语）.
114. ↑  . .   [2014-09-06]. （原始内容存档于2014-08-09） （日语）.
115. ↑   (PDF). .   [2014-09-06]. （原始内容存档 (PDF)于2016-03-05） （日语）.
116. 1 2   (PDF). .   [2017-04-30]. （原始内容 (PDF)存档于2017-10-25） （日语）.
117. ↑   (PDF). .   [2014-09-06]. （原始内容 (PDF)存档于2015-09-24） （日语）.
118. ↑   (PDF). .   [2017-10-24]. （原始内容存档 (PDF)于2017-10-25） （日语）.
119. ↑  . .   [2014-09-06]. （原始内容存档于2014-10-26） （日语）.
120. ↑  . .   [2014-09-06]. （原始内容存档于2014-09-07） （日语）.
121. ↑  . .   [2014-09-06]. （原始内容存档于2014-09-04） （日语）.
122. ↑  . .   [2014-09-06]. （原始内容存档于2014-09-07） （日语）.
123. ↑  . .   [2014-09-06]. （原始内容存档于2014-09-07） （日语）.
124. ↑  . .   [2014-09-06]. （原始内容存档于2014-07-01） （日语）.
125. ↑  . Internet Watch.   [2014-09-06]. （原始内容存档于2014-07-08） （日语）.
126. ↑  . .   [2014-09-06]. （原始内容存档于2014-09-07） （日语）.
127. ↑  . .   [2014-09-06]. （原始内容存档于2014-09-03） （日语）.
128. ↑  . .   [2014-09-07]. （原始内容存档于2014-02-05） （日语）.
129. ↑  . .   [2014-09-07]. （原始内容存档于2014-09-07） （日语）.
130. ↑  . .   [2014-09-07]. （原始内容存档于2014-09-07） （日语）.
131. ↑  . .   [2014-09-07]. （原始内容存档于2014-07-02） （日语）.
132. ↑  . .   [2014-09-07]. （原始内容存档于2014-09-07） （日语）.
133. ↑   (PDF). .   [2014-09-07]. （原始内容存档 (PDF)于2014-09-07） （日语）.
134. ↑  . .   [2014-09-07]. （原始内容存档于2014-08-21） （日语）.
135. ↑  . .   [2014-09-07]. （原始内容存档于2014-09-07） （日语）.
136. 1 2  . .   [2014-09-07]. （原始内容存档于2014-09-07） （日语）.
137. ↑  .  . 東京都: . 1997. ISBN 978-4625522017 （日语）.
138. ↑  . .   [2014-09-07]. （原始内容存档于2014-09-07） （日语）.
139. ↑  . .   [2014-09-07]. （原始内容存档于2014-09-07） （日语）.
140. ↑  . .   [2014-09-07]. （原始内容存档于2014-09-07） （日语）.
141. ↑  . .   [2014-09-07]. （原始内容存档于2014-09-07） （日语）.
142. ↑  . .   [2014-09-07]. （原始内容存档于2015-02-14） （日语）.
143. ↑  . .   [2014-09-07]. （原始内容存档于2014-09-07） （日语）.
144. ↑  . .   [2014-09-07]. （原始内容存档于2007-10-19） （日语）.
145. 1 2  . .   [2014-09-07]. （原始内容存档于2014-08-05） （日语）.
146. ↑  . .   [2014-09-07]. （原始内容存档于2007-10-19） （日语）.
147. ↑  . .   [2014-09-07]. （原始内容存档于2014-09-07） （日语）.
148. ↑  . .   [2014-09-07]. （原始内容存档于2014-09-07） （日语）.
149. ↑  . .   [2014-09-07]. （原始内容存档于2014-10-31） （日语）.
150. ↑  . .   [2014-09-08]. （原始内容存档于2014-09-09） （日语）.
151. ↑  . ROYCE'.   [2014-09-08]. （原始内容存档于2015-03-18） （日语）.
152. ↑  . 六花亭.   [2014-09-08]. （原始内容存档于2014-10-10） （日语）.
153. ↑  . .   [2014-09-07]. （原始内容存档于2014-09-07） （日语）.
154. ↑  . Walkerplus.   [2014-09-08]. （原始内容存档于2014-09-08） （日语）.
155. ↑  . .   [2014-09-08]. （原始内容存档于2014-09-07） （日语）.
156. ↑  . .   [2014-09-08]. （原始内容存档于2014-09-15） （日语）.
157. ↑  . .   [2014-09-08]. （原始内容存档于2014-12-09） （日语）.
158. ↑  . .   [2014-09-07]. （原始内容存档于2014-08-07） （日语）.
159. ↑   (PDF). .   [2014-09-08]. （原始内容存档 (PDF)于2016-03-04） （日语）.
160. ↑  . .   [2014-09-07]. （原始内容存档于2014-09-07） （日语）.
161. ↑  . .   [2014-09-07]. （原始内容存档于2014-09-07） （日语）.
162. ↑  . .   [2014-09-07]. （原始内容存档于2013-09-15） （日语）.
163. ↑  . .   [2014-09-07]. （原始内容存档于2015-02-03） （日语）.
164. ↑  . .   [2014-09-07]. （原始内容存档于2014-09-18） （日语）.
165. ↑  . .   [2014-09-07]. （原始内容存档于2014-08-21） （日语）.
166. ↑  . .   [2014-09-07]. （原始内容存档于2014-09-07） （日语）.
167. ↑  . .   [2014-09-07]. （原始内容存档于2014-09-07） （日语）.
168. ↑  . .   [2014-09-07]. （原始内容存档于2014-07-05） （日语）.
169. ↑  . IOC.   [2014-09-07]. （原始内容存档于2016-02-09） （英语）.
170. ↑  . .   [2014-09-07]. （原始内容存档于2014-09-07） （日语）.
171. ↑  . .   [2014-09-07]. （原始内容存档于2014-09-07） （日语）.
172. ↑  . .   [2014-09-07]. （原始内容存档于2014-09-01） （日语）.
173. ↑  . .   [2014-09-07]. （原始内容存档于2014-08-13） （日语）.
174. ↑  . .   [2014-09-07]. （原始内容存档于2014-09-04） （日语）.
175. ↑  . .   [2014-09-07]. （原始内容存档于2014-09-07） （日语）.
176. ↑  . .   [2014-09-07]. （原始内容存档于2014-07-10） （日语）.
177. ↑  . .   [2014-09-07]. （原始内容存档于2014-09-07） （日语）.
178. ↑  . .   [2014-09-07]. （原始内容存档于2014-08-31） （日语）.
179. ↑  . .   [2014-09-28]. （原始内容存档于2014-09-25） （日语）.
180. ↑  . .   [2019-02-25]. （原始内容存档于2019-02-25） （日语）.
181. ↑  . .   [2014-09-07]. （原始内容存档于2014-09-07） （日语）.
182. ↑   (PDF). .   [2014-09-07]. （原始内容存档 (PDF)于2015-09-24） （日语）.
183. ↑  . .   [2014-09-07]. （原始内容存档于2014-09-07） （日语）.
184. ↑  . .   [2014-09-07]. （原始内容存档于2014-09-07） （日语）.
185. ↑  . .   [2014-09-07]. （原始内容存档于2014-09-15） （日语）.
186. ↑  . .   [2014-09-07]. （原始内容存档于2014-09-07） （日语）.
187. ↑   (PDF). .   [2014-09-07]. （原始内容存档 (PDF)于2014-09-07） （日语）.
188. ↑  . .   [2014-09-07]. （原始内容存档于2014-09-07） （日语）.
189. ↑  . .   [2014-09-07]. （原始内容存档于2014-09-07） （日语）.
190. ↑  . .   [2014-09-07]. （原始内容存档于2014-09-01） （日语）.
191. ↑  . .   [2014-09-07]. （原始内容存档于2014-08-11） （日语）.
192. ↑  . .   [2014-09-07]. （原始内容存档于2014-09-16） （日语）.
193. ↑  . .   [2014-09-07]. （原始内容存档于2014-09-07） （日语）.
194. ↑  . .   [2014-09-07]. （原始内容存档于2014-08-13） （日语）.
195. ↑  . .   [2014-09-07]. （原始内容存档于2014-09-07） （日语）.
196. ↑  . .   [2014-09-07]. （原始内容存档于2015-02-08） （日语）.
197. ↑  . .   [2014-09-07]. （原始内容存档于2014-09-07） （日语）.
198. ↑  . .   [2014-09-07]. （原始内容存档于2014-09-27） （日语）.
199. ↑   . .   [2014-09-07]. （原始内容存档于2014-08-04） （日语）.
200. ↑  . .   [2014-09-07]. （原始内容存档于2014-09-07） （日语）.
201. ↑  . .   [2014-09-07]. （原始内容存档于2015-05-12） （日语）.
202. ↑  . .   [2014-09-07]. （原始内容存档于2014-12-03） （日语）.
203. ↑  . .   [2014-09-07]. （原始内容存档于2014-08-11） （日语）.
204. ↑  . .   [2014-09-07]. （原始内容存档于2014-09-03） （日语）.
205. ↑  . .   [2014-09-07]. （原始内容存档于2014-10-15） （日语）.
206. ↑  . .   [2014-09-07]. （原始内容存档于2015-01-24） （日语）.
207. ↑  . .   [2014-09-07]. （原始内容存档于2014-09-07） （日语）.
208. ↑  . .   [2014-09-07]. （原始内容存档于2014-03-26） （日语）.
209. ↑  . .   [2014-09-07]. （原始内容存档于2014-08-27） （日语）.
210. ↑  . .   [2014-09-07]. （原始内容存档于2014-10-09） （日语）.
211. ↑  . .   [2014-09-07]. （原始内容存档于2015-03-05） （日语）.
212. ↑  . .   [2014-09-07]. （原始内容存档于2014-07-02） （日语）.
213. ↑  . .   [2014-09-07]. （原始内容存档于2015-01-18） （日语）.
214. ↑  . .   [2014-09-07]. （原始内容存档于2014-09-07） （日语）.
215. ↑  . .   [2014-09-07]. （原始内容存档于2015-01-19） （日语）.
216. ↑  . .   [2014-09-07]. （原始内容存档于2014-09-07） （日语）.
217. ↑  . .   [2014-09-07]. （原始内容存档于2015-02-06） （日语）.
218. ↑  . .   [2014-09-07]. （原始内容存档于2014-09-07） （日语）.
219. ↑  . .   [2014-09-07]. （原始内容存档于2014-11-18） （日语）.
220. ↑  . .   [2014-09-07]. （原始内容存档于2014-05-14） （日语）.
221. ↑  . .   [2014-09-07]. （原始内容存档于2013-10-14） （日语）.
222. ↑   (PDF). .   [2014-09-07]. （原始内容 (PDF)存档于2014-09-07） （日语）.
223. ↑  . .   [2014-09-07]. （原始内容存档于2013-12-01） （日语）.
224. ↑  . .   [2014-09-07]. （原始内容存档于2014-09-07） （日语）.
225. ↑  . .   [2014-09-07]. （原始内容存档于2015-01-22） （日语）.
226. ↑  . .   [2014-09-07]. （原始内容存档于2014-09-07） （日语）.
227. ↑  北海道新幹線 新青森～新函館北斗間開業に伴う運行計画の概要について JR北海道，2015年9月16日。 （页面存档备份，存于）（日語）
228. ↑  . .   [2014-09-07]. （原始内容存档于2014-09-07） （日语）.
229. ↑   (PDF). .   [2014-09-07]. （原始内容 (PDF)存档于2014-09-07） （日语）.
230. ↑  . .   [2014-09-07]. （原始内容存档于2014-08-12） （日语）.
231. ↑  . .   [2014-09-07]. （原始内容存档于2014-09-07） （日语）.
232. ↑  . .   [2014-09-07]. （原始内容存档于2014-09-07） （日语）.
233. ↑  . .   [2014-09-07]. （原始内容存档于2014-09-07） （日语）.
234. ↑   (PDF). .   [2014-09-07]. （原始内容存档 (PDF)于2014-09-07） （日语）.
235. 1 2   (PDF). .   [2014-09-07]. （原始内容 (PDF)存档于2014-09-07） （日语）.
236. ↑  . .   [2014-09-07]. （原始内容存档于2014-08-08） （日语）.
237. ↑   (PDF). .   [2014-09-07]. （原始内容 (PDF)存档于2014-09-07） （日语）.
238. ↑   (PDF). .   [2014-09-07]. （原始内容 (PDF)存档于2014-09-07） （日语）.
239. 1 2   (PDF). .   [2014-09-07]. （原始内容 (PDF)存档于2014-09-07） （日语）.
240. ↑  . .   [2014-09-07]. （原始内容存档于2014-08-29） （日语）.
241. ↑  . .   [2014-09-07]. （原始内容存档于2014-09-07） （日语）.
242. ↑  . .   [2014-09-07]. （原始内容存档于2014-07-23） （日语）.
243. ↑   (PDF). .   [2014-09-07]. （原始内容存档 (PDF)于2014-09-07） （日语）.
244. ↑   (PDF). .   [2014-09-07]. （原始内容 (PDF)存档于2014-09-07） （日语）.
245. ↑   (PDF). .   [2019-02-25]. （原始内容存档 (PDF)于2020-04-01） （日语）.
246. ↑  . .   [2014-09-07]. （原始内容存档于2014-09-07） （日语）.
247. ↑  . .   [2014-09-07]. （原始内容存档于2014-10-24） （日语）.

## 外部連結
- 官方网站（日語）
- 北海道的X（前Twitter）（日語）
- 北海道觀光振興機構 （页面存档备份，存于） （日語）